# Xangai
Xangai (chinês: 上海; pinyin: Shànghǎi  ouça; no dialeto wu: Zanhe, AFI: /z̥ɑ̃̀hé/) é um dos quatro municípios de administração direta da República Popular da China. A cidade está localizada no estuário sul do rio Yangtzé, pelo qual flui o rio Huangpu. Com uma população de 26,31 milhões, é a maior cidade da China, e uma  das cidades mais populosas do mundo e a única cidade do Leste Asiático com um PIB maior que o da capital do seu país. Xangai é um centro global de finanças, negócios e economia, pesquisa, educação, ciência e tecnologia, manufatura, turismo, cultura e transportes, sendo que o Porto de Xangai é o porto de contêineres mais movimentado do mundo.
Originalmente uma vila de pescadores e uma cidade mercantil, Xangai cresceu em importância no século XIX devido ao comércio interno e externo e à sua localização portuária favorável. A cidade foi um dos cinco portos forçados a abrir ao comércio europeu após a Primeira Guerra do Ópio. O Acordo Internacional de Xangai e a Concessão Francesa foram posteriormente estabelecidos. A cidade então floresceu, tornando-se o principal centro comercial e financeiro da Ásia na década de 1930. Durante a Segunda Guerra Sino-Japonesa, a cidade foi o local da grande Batalha de Xangai. Após a guerra, com a tomada comunista da China continental em 1949, o comércio foi limitado a outros países socialistas e a influência global da cidade diminuiu.
Nos anos 1990, as reformas econômicas introduzidas por Deng Xiaoping uma década antes resultaram em uma intensa remodelação da cidade, especialmente na área de Pudong, auxiliando no retorno das finanças e do investimento estrangeiro. Desde então, Xangai ressurgiu como um centro financeiro internacional; é a sede da Bolsa de Valores de Xangai, uma das maiores bolsas de valores do mundo por capitalização de mercado e da Zona de Livre Comércio de Xangai, a primeira zona de livre comércio na China continental. Xangai é classificada como uma cidade global alfa+ pela Globalization and World Cities Research Network e é classificada como o terceiro centro financeiro mais competitivo e maior do mundo, atrás de Nova York e Londres. Possui a maior rede de metrô, o sexto maior número de bilionários, o quinto maior número de arranha-céus e a quinta maior produção de pesquisa científica do mundo, com instituições educacionais de excelente reputação, como a Universidade Fudan, a Universidade Jiao Tong e a Universidade Normal do Leste da China.
Xangai tem sido descrita como a "vitrine" da economia chinesa em expansão. Apresentando vários estilos arquitetônicos, como art déco e shikumen, a cidade é conhecida pelo panorama urbano de Lujiazui, por seus museus e edifícios históricos, como o Templo de Deus da Cidade, e pelos edifícios ao longo do Bund, o que inclui a Torre Pérola Oriental. Xangai também é conhecida por sua culinária açucarada, pela linguagem local distinta e por sua característica cosmopolita. Como uma importante cidade internacional, Xangai é a sede do Novo Banco de Desenvolvimento, um banco multilateral de desenvolvimento estabelecido pelos Estados-membros do BRICS. A cidade também abriga mais de 70 representantes estrangeiros e inúmeros eventos nacionais e internacionais todos os anos, como a Semana de Moda de Xangai e o Grande Prêmio da China, e é o polo turístico mais lucrativo do mundo, com o sétimo maior número de hotéis cinco estrelas do planeta e o terceiro edifício mais alto do mundo, a Torre de Xangai.

## Etimologia
Os dois caracteres chineses no nome da cidade são上 ( shàng/zan, "sobre") e 海 (hǎi/hae, "mar"), juntos significando "No Mar". A primeira ocorrência deste nome data da dinastia Song do século XI, quando já existia uma confluência fluvial e uma cidade com este nome na área. No entanto, o significado do nome tem sido contestado, mas os historiadores chineses concluíram que durante a dinastia Tang, a área da moderna Xangai estava abaixo do nível do mar, então a terra parecia estar literalmente "no mar". Xangai é oficialmente abreviado 沪 (Hù/Vu2) em chinês, uma contração de 沪渎 (Hù Dú/Vu Doh"), um nome Jin do século IV ou V para a foz do rio Suzhou quando este era o principal canal para o oceano. Este caractere aparece em todas as placas de veículos automotores emitidas no município hoje.

## História

### História antiga
A parte ocidental da moderna Xangai é habitada há 6 mil anos. Durante o Período das Primaveras e Outonos (aproximadamente 771 a.C.a 476 a.C.), pertenceu ao Reino de Wu, que foi conquistado pelo Reino de Yue, que por sua vez foi conquistado pelo Reino de Chu. Durante o Período dos Estados Combatentes (475 a.C.), Xangai fazia parte do feudo do Senhor Chunshen de Chu, um dos Quatro Senhores dos Estados Combatentes. Ele ordenou a escavação do rio Huangpu. Seu nome antigo ou poético, o rio Chunshen, deu a Xangai o apelido de "Shēn". Os pescadores que viviam na área de Xangai criaram então uma ferramenta de peixe chamada hù, que emprestou seu nome à saída do rio Suzhou ao norte da Cidade Velha e se tornou um apelido e abreviação comum para a cidade.

### História imperial

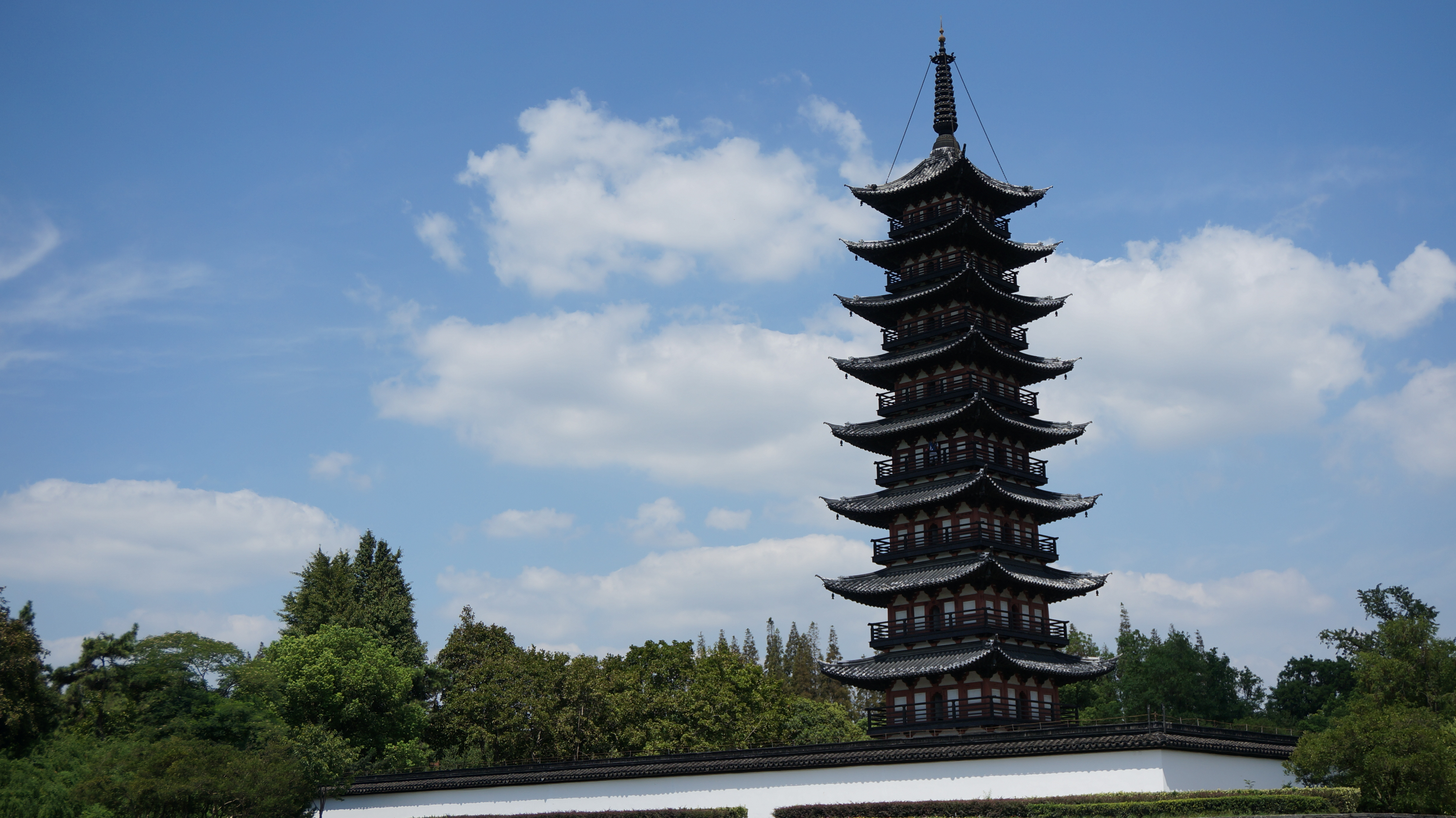
Pagode da Praça Songjiang, construído no século XI

Durante as dinastias Tang e Song, a cidade de Qinglong (青龙镇) no moderno distrito de Qingpu era um importante porto comercial. Fundada em 746 (o quinto ano da era Tang Tianbao), desenvolveu-se no que historicamente chamou de "cidade gigante do Sudeste", com treze templos e sete pagodes. Mi Fu, um estudioso e artista da dinastia Song, serviu como seu prefeito. O porto experimentou um próspero comércio com províncias ao longo do Yangtze e da costa chinesa, bem como com países estrangeiros como Japão e Silla.
No final da dinastia Song, o centro de comércio mudou-se a jusante do rio Wusong para Xangai. Passou ser considerada uma cidade mercantil em 1074 e, em 1172, um segundo dique foi construído para estabilizar a costa oceânica, complementando um dique anterior. Da dinastia Yuan em 1292 até Xangai se tornar oficialmente um município em 1927, o centro da cidade foi administrado como um condado sob a prefeitura de Songjiang, que tinha sua sede no atual distrito de Songjiang.

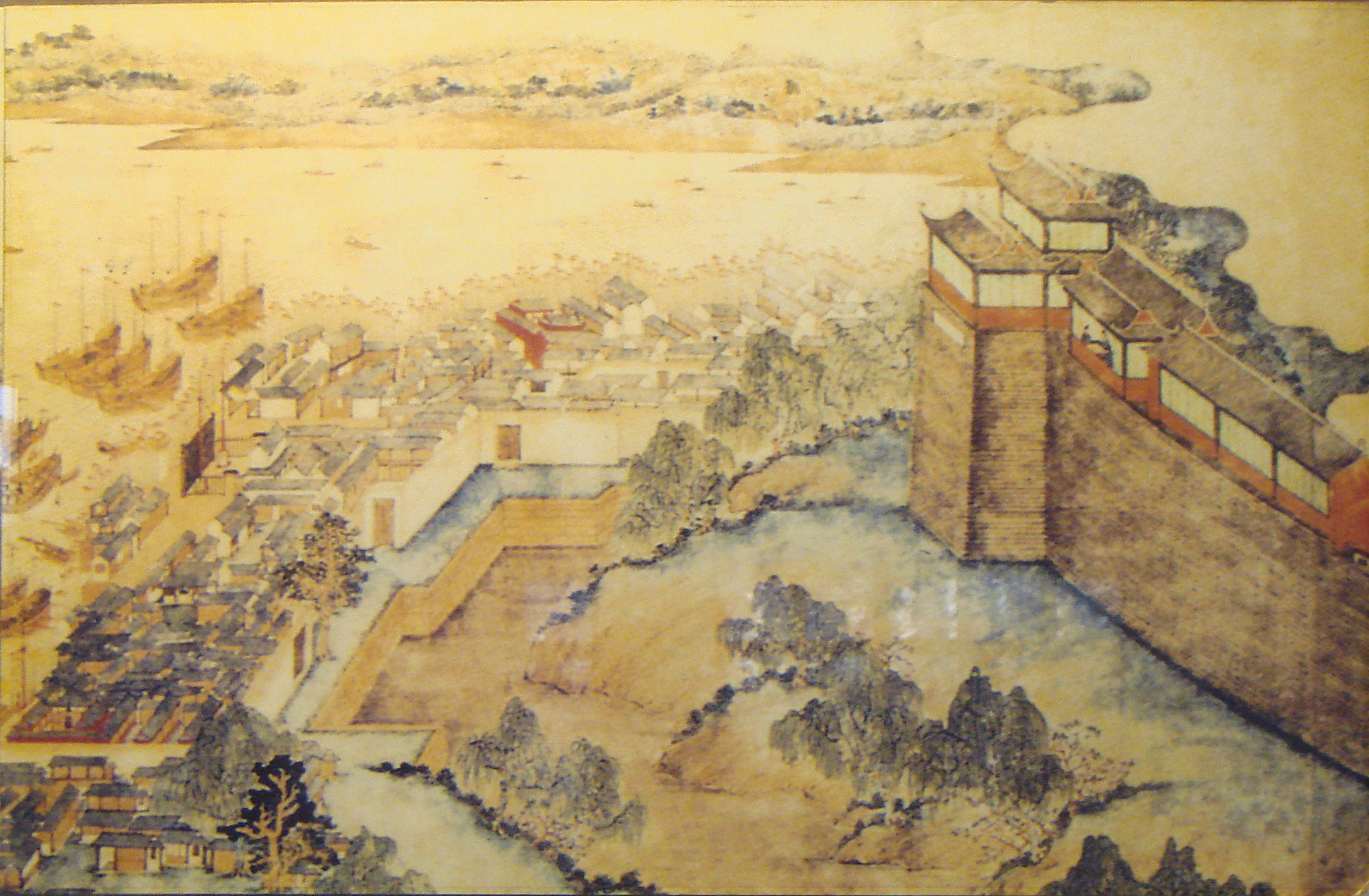
A cidade velha murada de Xangai no século XVII

Dois eventos importantes ajudaram a promover os desenvolvimentos de Xangai na dinastia Ming . Uma muralha foi construída pela primeira vez em 1554 para proteger a cidade de ataques de piratas japoneses. Ela media dez metros de altura e cinco quilômetros decircunferência. O Templo Cidade de Deus foi construído em 1602 durante o reinado de Wanli. Essa honra era geralmente reservada para capitais de província e normalmente não dada a uma mera sede de condado como Xangai. Estudiosos teorizaram que isso provavelmente refletia a importância econômica da cidade, em oposição ao seu baixo estatuto político.
Durante a dinastia Qing, Xangai tornou-se um dos portos marítimos mais importantes da região do delta do Yangtzé como resultado de duas importantes mudanças na política do governo central: em 1684, o imperador Kangxi reverteu a proibição da dinastia Ming de navios oceânicos — uma proibição que estava em vigor desde 1525; e em 1732, o imperador Qianlong mudou o escritório de alfândega da província de Jiangsu (江海关) de Songjiang, a capital da província, para Xangai, que conseguiu o controle exclusivo sobre as cobranças alfandegárias do comércio exterior. Como resultado dessas duas decisões críticas, Xangai tornou-se o principal porto comercial para toda a região do baixo Yangtzé em 1735, apesar de ainda estar no nível administrativo mais baixo na hierarquia política.

### Ascensão e era de ouro

Um mapa de Xangai em 1884; a área chinesa está em amarelo, a francesa em vermelho, a britânica em azul, a estadunidense em laranja.

No século XIX, a atenção internacional para Xangai cresceu devido ao reconhecimento europeu de seu potencial econômico e comercial no Yangtzé. Durante a Primeira Guerra do Ópio (1839-1842), as forças britânicas ocuparam a cidade. A guerra terminou em 1842 com o Tratado de Nanquim, que abriu Xangai como um dos cinco portos do tratado para o comércio internacional. O Tratado de Bogue, o Tratado de Wanghia e o Tratado de Whampoa (assinados em 1843, 1844 e 1844, respectivamente) forçaram a concessão chinesa aos desejos europeus e estadunidenses de visitação e comércio em solo chinês. Reino Unido, França e Estados Unidos estabeleceram uma presença fora da cidade murada de Xangai, que permaneceu sob a administração direta dos chineses.
A Cidade Velha de Xangai, controlada pelos chineses, caiu para os rebeldes da Sociedade das Espadas Pequenas em 1853, mas foi recuperada pelo governo Qing em fevereiro de 1855. Em 1854, o Conselho Municipal de Xangai foi criado para administrar os assentamentos estrangeiros. Entre 1860 e 1862, os rebeldes Taiping atacaram duas vezes Xangai e destruíram os subúrbios leste e sul, mas não conseguiram tomar o centro da cidade. Em 1863, o assentamento britânico ao sul do rio Suzhou (norte do distrito de Huangpu) e o assentamento estadunidense ao norte (sul do distrito de Hongkou) se juntaram para formar o Assentamento Internacional de Xangai. Os franceses optaram por não participar do Conselho Municipal de Xangai e mantiveram sua própria concessão ao sul e sudoeste.
A Primeira Guerra Sino-Japonesa terminou com o Tratado de Shimonoseki de 1895, que elevou o Japão a se tornar outra potência estrangeira em Xangai. Os japnoeses construíram as primeiras fábricas em Xangai, o que logo foi copiado por outras potências estrangeiras. Toda essa atividade internacional deu a Xangai o apelido de "a Grande Atenas da China".

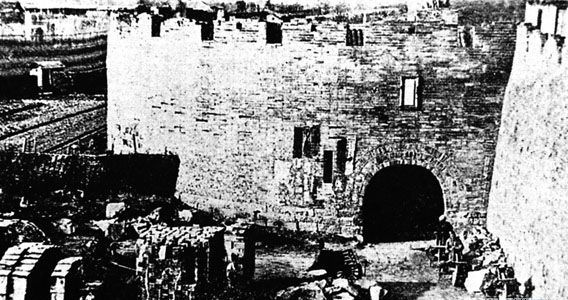
O desmantelamento das muralhas da Cidade Velha, 1911

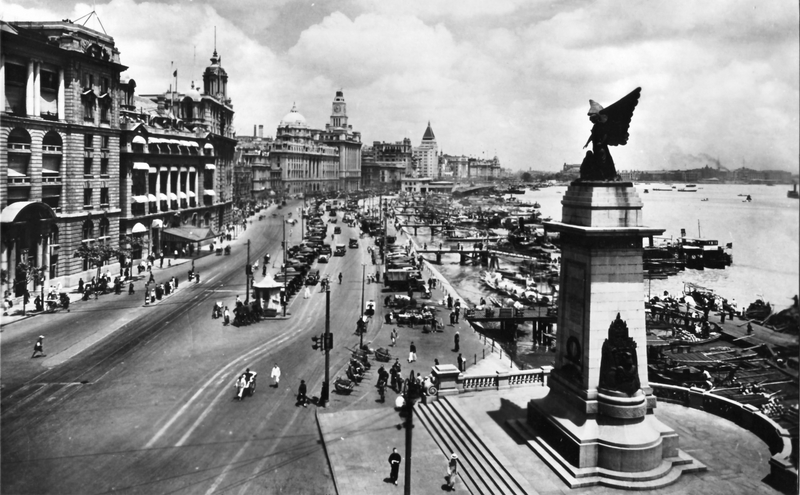
O Bund em 1928.

Em 1914, as muralhas da Cidade Velha foram desmanteladas porque bloqueavam a expansão da cidade. Em julho de 1921, o Partido Comunista da China foi fundado na Concessão Francesa. Em 30 de maio de 1925, o Movimento de 30 de Maio eclodiu quando um trabalhador em uma fábrica de algodão de propriedade japonesa foi baleado e morto por um capataz japonês. Os trabalhadores da cidade então lançaram greves gerais contra o imperialismo, que se tornaram protestos nacionais que deram origem ao nacionalismo chinês.
A idade de ouro de Xangai começou com sua elevação a município depois que foi separada de Jiangsu em 7 de julho de 1927. Este novo município chinês cobria uma área de 494.69 km2 (191.0 sq mi) , incluindo os distritos modernos de Baoshan, Yangpu, Zhabei, Nanshi e Pudong, mas excluia os territórios de concessões estrangeiras. Liderado por um prefeito e conselho municipal chineses, a primeira tarefa do novo governo da cidade foi criar um novo centro na cidade de Jiangwan, no distrito de Yangpu, fora dos limites das concessões estrangeiras. O plano incluía um museu público, biblioteca, estádio esportivo e prefeitura, que foram parcialmente construídos antes de serem interrompidos pela invasão japonesa.
A cidade floresceu, tornando-se o principal centro comercial e financeiro da região Ásia-Pacífico na década de 1930. Durante as décadas seguintes, cidadãos de muitos países e de todos os continentes vieram para Xangai para viver e trabalhar; aqueles que permaneceram por longos períodos⁠⁠—alguns por gerações⁠— se autodenominavam "shanghailanders". Nas décadas de 1920 e 1930, quase 20 mil russos brancos fugiram da recém-criada União Soviética para residir em Xangai e constituíam a segunda maior comunidade estrangeira na cidade. Em 1932, Xangai havia se tornado a quinta maior cidade do mundo e lar de 70 mil estrangeiros. Na década de 1930, cerca de 30 mil refugiados judeus da Europa chegaram à cidade.

### Invasão japonesa

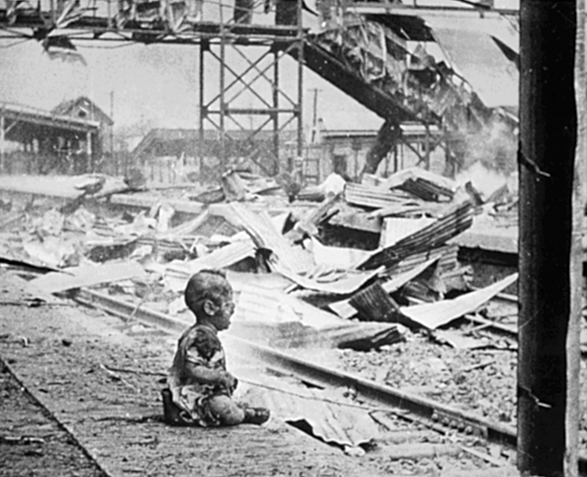
Xangai após o bombardeio japonês na Batalha de Xangai, parte da Segunda Guerra Sino-Japonesa.

Em 28 de janeiro de 1932, as forças japonesas invadiram Xangai enquanto os chineses resistiam. Mais de 10 mil lojas e centenas de fábricas e edifícios públicos foram destruídos, deixando o distrito de Zhabei em ruínas. Cerca de 18 mil civis foram mortos, feridos ou declarados desaparecidos. Um cessar-fogo foi negociado em 5 de maio. Em 1937, a Batalha de Xangai resultou na ocupação das partes de Xangai administradas pelos chineses fora do Acordo Internacional e da Concessão Francesa. As pessoas que ficaram na cidade ocupada sofreram diariamente, passando fome, opressão ou morte. As concessões estrangeiras foram finalmente ocupadas pelos japoneses em 8 de dezembro de 1941 e permaneceram ocupadas até a rendição do Japão em 1945; vários crimes de guerra foram cometidos durante esse período.
Um efeito colateral da invasão japonesa de Xangai foi o Gueto de Xangai. O cônsul japonês em Kaunas, Lituânia, Chiune Sugihara, emitiu milhares de vistos para refugiados judeus que estavam fugindo da solução final nazista para a questão judaica. Eles viajaram de Keidan, na Lituânia, através da Rússia por via férrea até Vladivostok, de onde viajaram de navio para Kobe, no Japão. No entanto, a permanência dos refugiados judeus em Kobe foi curta, pois o governo japonês os transferiu para Xangai em novembro de 1941. Outros refugiados judeus encontraram refúgio em Xangai, não através de Sugihara, mas vieram em navios da Itália. Os refugiados da Europa foram internados em um gueto apertado no distrito de Hongkou e após o ataque japonês a Pearl Harbor, até mesmo os judeus iraquianos que viviam em Xangai antes da eclosão da Segunda Guerra Mundial foram internados. Em 3 de setembro de 1945, o exército chinês libertou o gueto e a maioria dos judeus foi embora nos anos seguintes. Em 1957, havia apenas cem judeus restantes em Xangai.

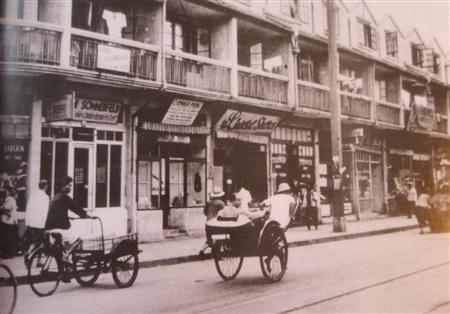
Imagem de rua Seward no Gueto de Xangai, 1943

Em 27 de maio de 1949, o Exército Popular de Libertação assumiu o controle de Xangai através da Campanha de Xangai. Sob a nova República Popular da China (RPC), Xangai foi um dos três únicos municípios não fundidos em províncias vizinhas (sendo os outros Pequim e Tianjin). A maioria das empresas estrangeiras mudou seus escritórios de Xangai para Hong Kong, como parte de um desinvestimento estrangeiro devido à vitória da RPC.

### História moderna
Após a guerra, a economia de Xangai foi restaurada — de 1949 a 1952, a produção agrícola e industrial da cidade aumentou 51,5% e 94,2%, respectivamente. Havia 20 distritos urbanos e 10 subúrbios na época. Em 17 de janeiro de 1958, Jiading, Baoshan e Shanghai em Jiangsu tornaram-se parte do Município de Xangai, que se expandiu para 863 km2 (333.2 sq mi). Em dezembro seguinte, a área terrestre de Xangai foi ampliada para 5,910 km2 (2,281.9 sq mi) depois que mais regiões suburbanas vizinhas em Jiangsu foram adicionadas: Chongming, Jinshan, Qingpu, Fengxian, Chuansha e Nanhui. Em 1964, as divisões administrativas da cidade foram reorganizadas em dez distritos urbanos e dez condados.

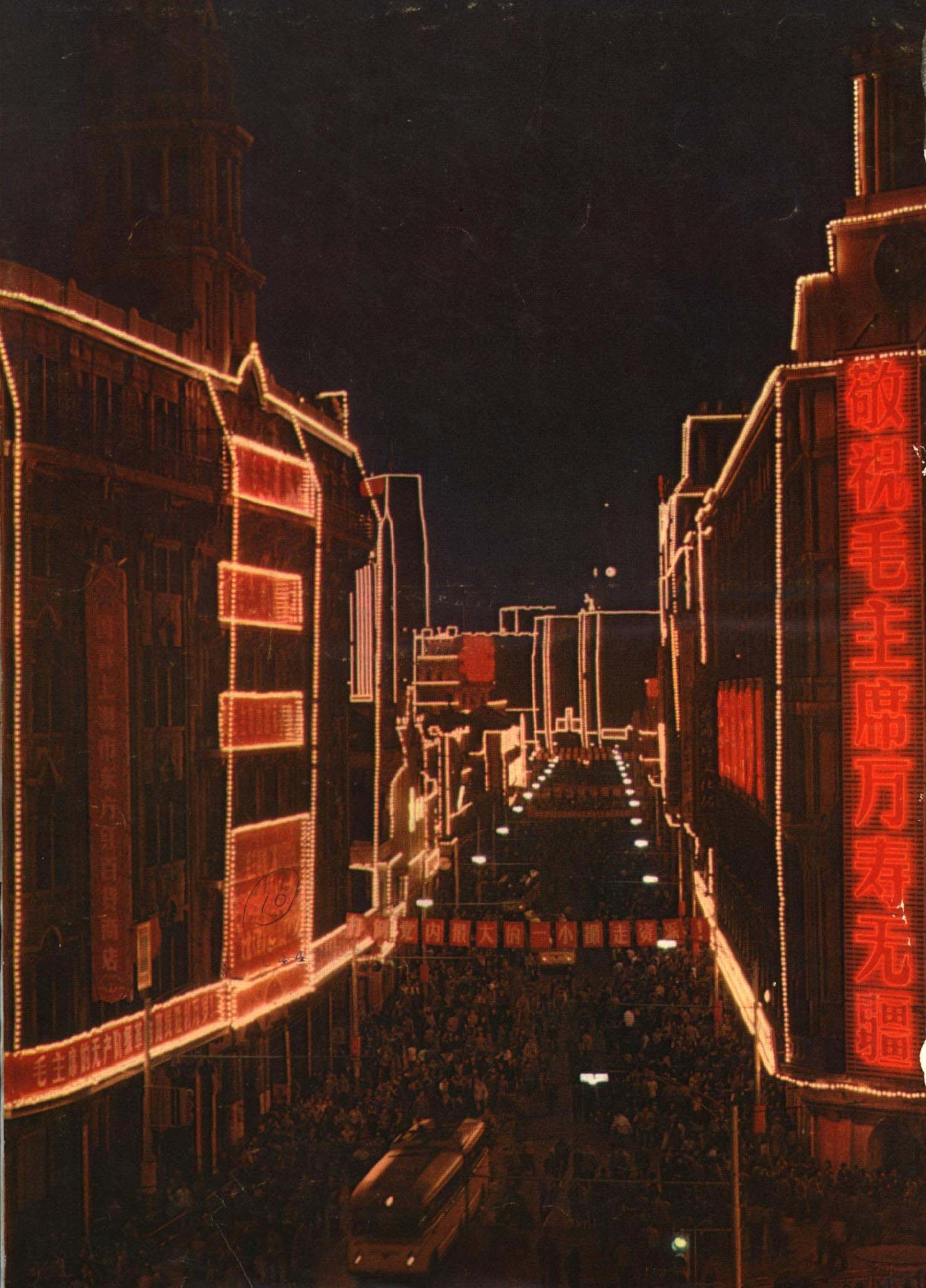
Rua de Nanquim, 1967 durante a Revolução Cultural

Como o centro industrial da China com os trabalhadores mais qualificados, Xangai tornou-se um centro de esquerdismo radical durante as décadas de 1950 e 1960. A esquerdista radical Jiang Qing e seus três aliados, juntos a Gangue dos Quatro, estavam sediados na cidade. Durante a Revolução Cultural (1966-1976), a sociedade de Xangai foi severamente prejudicada, com 310 mil condenações injustas envolvendo mais de 1 milhão de pessoas. Cerca de 11,5 mil pessoas foram injustamente perseguidas até a morte. No entanto, mesmo durante os momentos mais tumultuados da revolução, Xangai conseguiu manter a produção econômica com taxa de crescimento anual positiva.
Desde 1949, Xangai tem sido um contribuinte relativamente importante de receitas fiscais para o governo central; em 1983, a contribuição da cidade na receita tributária foi maior do que o investimento recebido nos últimos 33 anos juntos. Sua importância para o bem-estar fiscal do governo central também a impediu de participar das liberalizações econômicas iniciadas em 1978. Em 1990, Deng Xiaoping finalmente permitiu que Xangai iniciasse reformas econômicas, que reintroduziram o capital estrangeiro na cidade e desenvolveram o distrito de Pudong, resultando no nascimento de Lujiazui. Em 2020, Xangai é classificada como uma cidade global alfa+ pela Globalization and World Cities Research Network, tornando-se uma das dez cidades mais importantes do mundo.

## Geografia

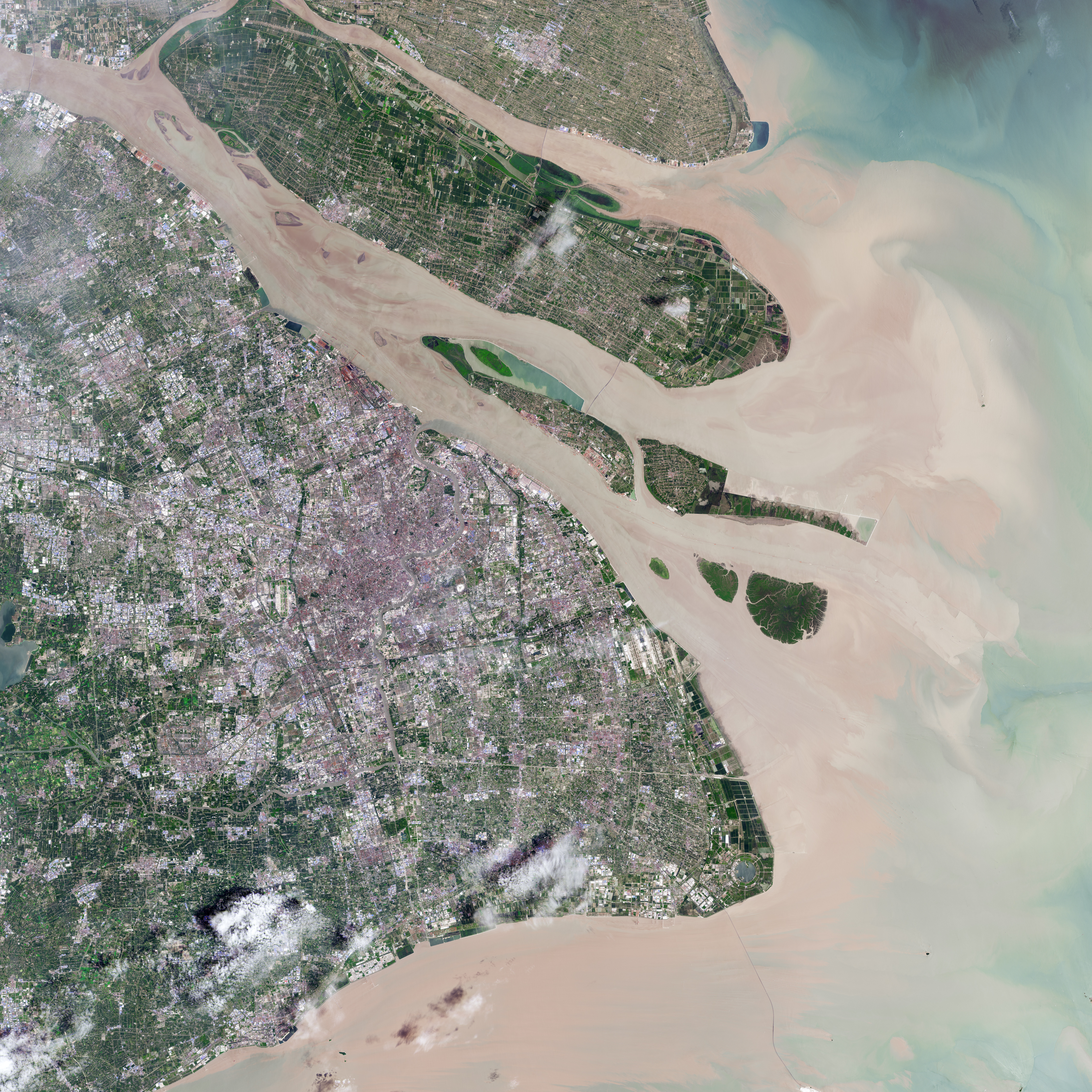
A área urbana de Xangai em 2016, juntamente com suas principais ilhas

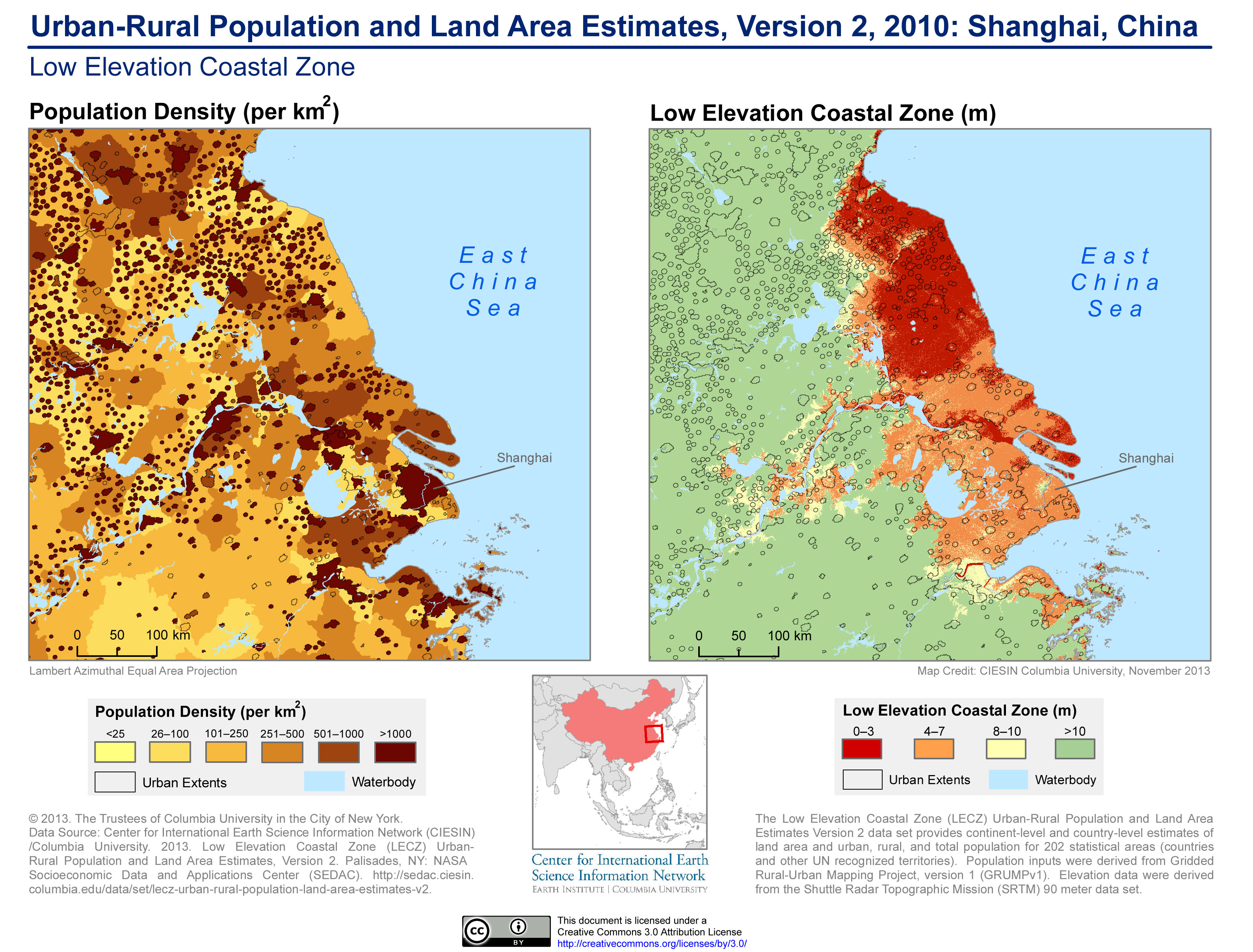
Densidade populacional e zonas costeiras de baixa altitude na área de Xangai, que é particularmente vulnerável ao aumento do nível do mar

Xangai está localizada no estuário do rio Yangtzé, na costa leste da China, com o Yangtzé ao norte e a baía de Hangzhou ao sul. A terra é formada pela deposição natural do Yangtzé e projetos modernos de recuperação de terras. Como tal, tem solo arenoso e os arranha-céus devem ser construídos com estacas de concreto profundas para evitar afundar no solo macio. A municipalidade de nível provincial de Xangai administra tanto o estuário como muitas de suas ilhas vizinhas. É aproximadamente equidistante de Pequim e Cantão, fazendo fronteira com o Mar da China Oriental a leste, Zhejiang ao sul e Jiangsu a oeste e norte. O ponto mais ao norte do município fica na ilha Chongming, que é a segunda maior ilha da China continental após sua expansão durante o século XX.
Xangai está localizada em uma planície aluvial . Assim, a grande maioria de seus 6,340.5 km2 (2,448.1 sq mi) é plana, com uma altitude média de quatro metros. Ecossistemas de planícies de maré existem ao redor do estuário, no entanto, há muito tempo são recuperados para fins agrícolas. As poucas colinas da cidade, como She Shan, ficam a sudoeste, e seu ponto mais alto é o pico da ilha Dajinshan (103 metros) na Baía de Hangzhou. Xangai tem muitos rios, canais, córregos e lagos e é conhecida por seus ricos recursos hídricos como parte da bacia de drenagem do Lago Tai.
O centro de Xangai é dividido ao meio pelo rio Huangpu, um afluente artificial do Yangtzé criado por ordem do Senhor Chunshen durante o Período dos Estados Combatentes. O centro histórico da cidade estava localizado na margem oeste do Huangpu (Puxi), perto da foz do riacho Suzhou, ligando-o ao lago Tai e ao Grande Canal. O distrito financeiro central, Lujiazui, foi estabelecido na margem leste do Huangpu (Pudong). Ao longo da costa leste de Xangai, a destruição de zonas úmidas locais devido à construção do Aeroporto Internacional de Pudong foi parcialmente compensada pela proteção e expansão de um baixio próximo, Jiuduansha, como uma reserva natural.

### Clima
Xangai tem um clima subtropical úmido (Cfa), com uma temperatura média anual de 15.8 °C (60.4 °F) para os distritos urbanos e 15.2–15.7 °C (59.4–60.3 °F) para os subúrbios. Os invernos são temperados a frios e úmidos — os ventos do noroeste da Sibéria podem fazer com que as temperaturas noturnas caiam abaixo de zero. A cada ano, há uma média de 6,2 dias com queda de neve e 2,8 dias com cobertura de neve. Os verões são quentes e úmidos, com chuvas ocasionais ou trovoadas. Em média, 8,7 dias excedem 35 °C (95 °F) anualmente. No verão e início do outono, a cidade também fica suscetível a tufões.
As estações mais agradáveis são geralmente a primavera, embora instável e muitas vezes chuvosa, e o outono, que costuma ser ensolarado e seco. Com uma porcentagem mensal de luz solar possível variando de 34% em março a 54% em agosto, a cidade recebe 1.895 horas de Sol por ano. Os extremos desde 1951 variaram de −10.1 °C (14 °F) em 31 de janeiro de 1977 (registro não oficial de −12.1 °C (10 °F) foi definido em 19 de janeiro de 1893) para 40.9 °C (106 °F) em 21 de julho de 2017 em uma estação meteorológica em Xujiahui.
| Dados climatológicos para Xangai (1991–2010)                                                  | Dados climatológicos para Xangai (1991–2010) | Dados climatológicos para Xangai (1991–2010) | Dados climatológicos para Xangai (1991–2010) | Dados climatológicos para Xangai (1991–2010) | Dados climatológicos para Xangai (1991–2010) | Dados climatológicos para Xangai (1991–2010) | Dados climatológicos para Xangai (1991–2010) | Dados climatológicos para Xangai (1991–2010) | Dados climatológicos para Xangai (1991–2010) | Dados climatológicos para Xangai (1991–2010) | Dados climatológicos para Xangai (1991–2010) | Dados climatológicos para Xangai (1991–2010) | Dados climatológicos para Xangai (1991–2010) |
| Mês                                                                                           | Jan                                          | Fev                                          | Mar                                          | Abr                                          | Mai                                          | Jun                                          | Jul                                          | Ago                                          | Set                                          | Out                                          | Nov                                          | Dez                                          | Ano                                          |
| --------------------------------------------------------------------------------------------- | -------------------------------------------- | -------------------------------------------- | -------------------------------------------- | -------------------------------------------- | -------------------------------------------- | -------------------------------------------- | -------------------------------------------- | -------------------------------------------- | -------------------------------------------- | -------------------------------------------- | -------------------------------------------- | -------------------------------------------- | -------------------------------------------- |
| Temperatura máxima recorde (°C)                                                               | 22,1                                         | 27                                           | 29,6                                         | 34,3                                         | 35,5                                         | 37,5                                         | 39                                           | 39,9                                         | 38,2                                         | 34                                           | 28,7                                         | 23,4                                         | 39,9                                         |
| Temperatura máxima média (°C)                                                                 | 8,1                                          | 10,1                                         | 13,8                                         | 19,5                                         | 24,8                                         | 27,8                                         | 32,2                                         | 31,5                                         | 27,9                                         | 22,9                                         | 17,3                                         | 11,1                                         | 20,6                                         |
| Temperatura média (°C)                                                                        | 4,8                                          | 6,6                                          | 10                                           | 15,3                                         | 20,7                                         | 24,4                                         | 28,6                                         | 28,3                                         | 24,9                                         | 19,7                                         | 13,7                                         | 7,6                                          | 17                                           |
| Temperatura mínima média (°C)                                                                 | 2,1                                          | 3,7                                          | 6,9                                          | 11,9                                         | 17,3                                         | 21,7                                         | 25,8                                         | 25,8                                         | 22,4                                         | 16,8                                         | 10,6                                         | 4,7                                          | 14,1                                         |
| Temperatura mínima recorde (°C)                                                               | −10,1                                        | −7,9                                         | −5,4                                         | −0,5                                         | 6,9                                          | 12,3                                         | 16,3                                         | 18,8                                         | 10,8                                         | 1,7                                          | −4,2                                         | −8,5                                         | −10,1                                        |
| Precipitação (mm)                                                                             | 74,4                                         | 59,1                                         | 93,8                                         | 74,2                                         | 84,5                                         | 181,8                                        | 145,7                                        | 213,7                                        | 87,1                                         | 55,6                                         | 52,3                                         | 43,9                                         | 1 166,1                                      |
| Dias com precipitação (≥ 0,1 mm)                                                              | 9,9                                          | 9,2                                          | 12,4                                         | 11,2                                         | 10,4                                         | 12,7                                         | 11,4                                         | 12,3                                         | 9,1                                          | 6,9                                          | 7,6                                          | 7,7                                          | 120,8                                        |
| Umidade relativa (%)                                                                          | 74                                           | 73                                           | 73                                           | 72                                           | 72                                           | 79                                           | 77                                           | 78                                           | 75                                           | 72                                           | 72                                           | 71                                           | 74                                           |
| Insolação (h)                                                                                 | 114,3                                        | 119,9                                        | 128,5                                        | 148,5                                        | 169,8                                        | 130,9                                        | 190,8                                        | 185,7                                        | 167,5                                        | 161,4                                        | 131,1                                        | 127,4                                        | 1 775,8                                      |
| Fonte: China Meteorological Administration (recordes absolutos de temperatura: 1951-presente) |                                              |                                              |                                              |                                              |                                              |                                              |                                              |                                              |                                              |                                              |                                              |                                              |                                              |

### Parques

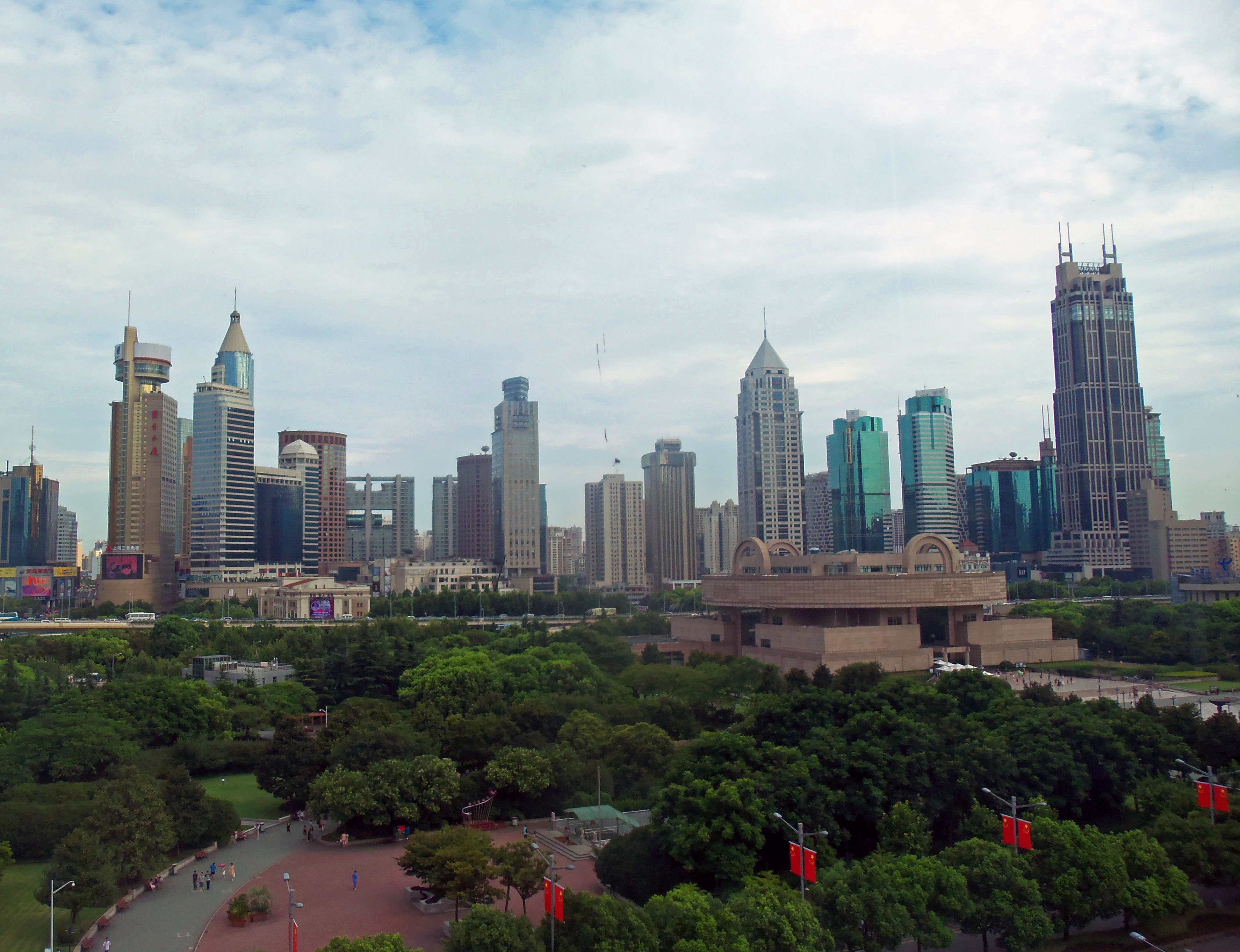
Parque do Povo

Xangai tem um extenso sistema de parques públicos; em 2018, a cidade contava com 300 parques, dos quais 281 com entrada gratuita, sendo que a área per capita de parque era de 8,2 metros quadrados.
O parque Praça do Povo, localizado no coração do centro de Xangai, é especialmente conhecido por sua proximidade com outros marcos importantes da cidade. O Parque Fuxing, localizado na antiga Concessão Francesa, possui jardins formais em estilo francês e é cercado por bares e cafés sofisticados.

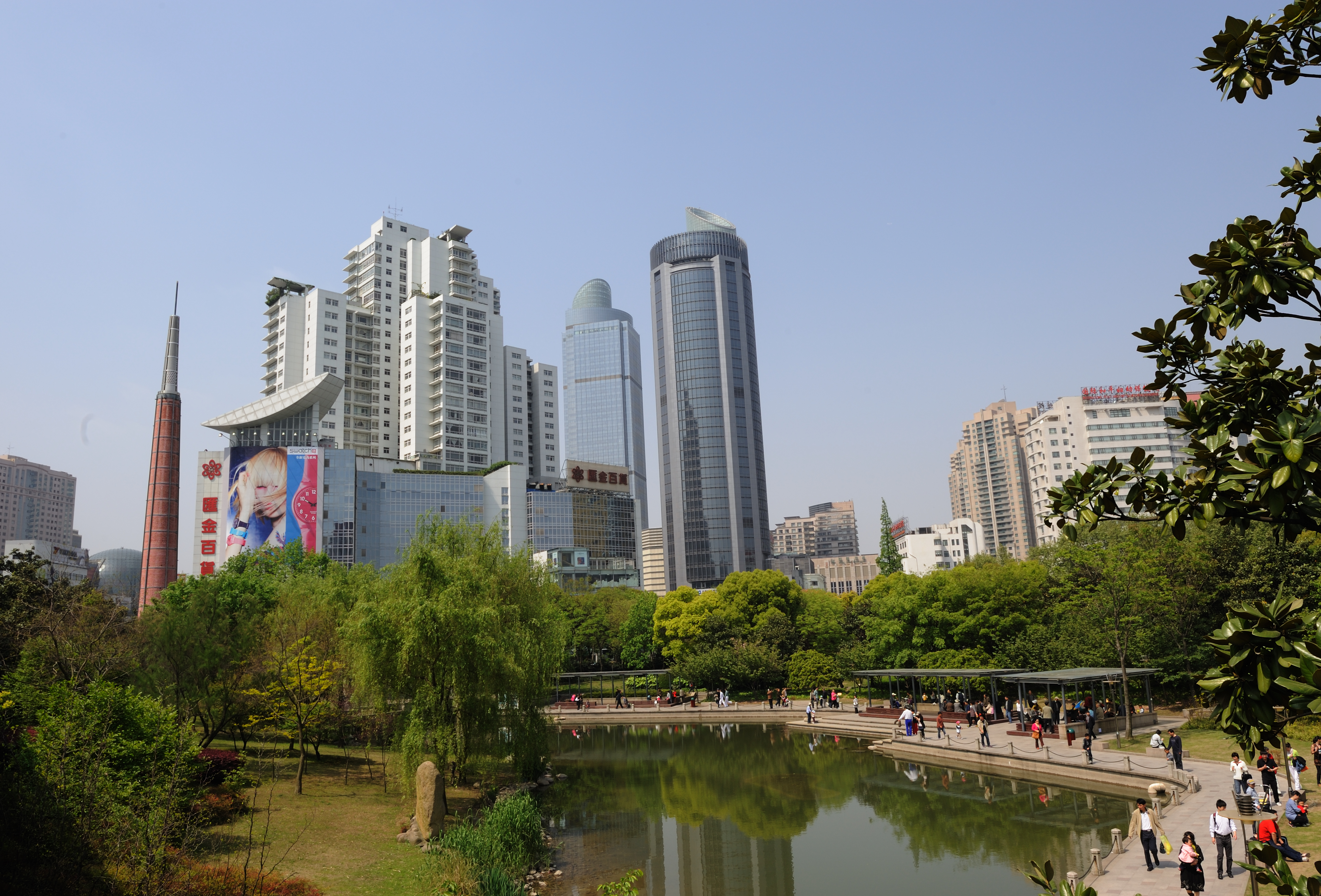
Parque Xujiahui

O Parque Zhongshan, no centro-oeste de Xangai, é famoso por seu monumento a Chopin, a estátua mais alta do mundo dedicada ao compositor. Construído em 1914 sob o nome de Parque Jessfield, já abrigou o campus da St. John's University, a primeira faculdade internacional de Xangai; hoje, o parque possui jardins de sakura e peônia e um plátano de 150 anos, além de também servir como um centro de intercâmbio no sistema de metrô.
Um dos parques mais novos de Xangai é o Parque Xujiahui, que foi construído em 1999, nos antigos terrenos da Great Chinese Rubber Works Factory e do EMI Recording Studio (agora restaurante La Villa Rouge). O parque tem um lago artificial com uma ponte suspensa que atravessa o parque. O Jardim Botânico de Xangai está localizado a 12 quilômetros a sudoeste do centro da cidade e foi fundada em 1978. Em 2011, o maior jardim botânico de Xangai – o Jardim Botânico Shanghai Chen Shan – foi inaugurado no distrito de Songjiang.

### Problemas ambientais

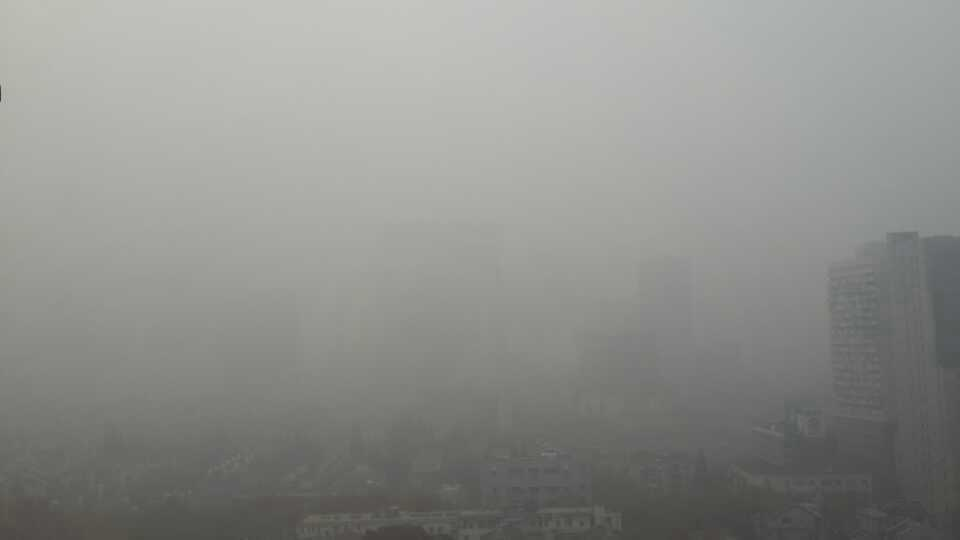
Distrito de Huangpu durante uma onda poluição atmosférica no leste da China em 2013.

A poluição do ar em Xangai não é tão severa quanto em muitas outras cidades chinesas, mas ainda é considerada substancial pelos padrões mundiais. Durante o smog de dezembro de 2013 no leste da China, as taxas de poluição do ar atingiram entre 23 e 31 vezes o padrão internacional. Em 6 de dezembro de 2013, os níveis de partículas de PM 2,5 em Xangai subiram acima de 600 microgramas por metro cúbico e na área circundante, acima de 700 microgramas por metro cúbico. Os níveis de PM 2,5 no distrito de Putuo atingiram 726 microgramas por metro cúbico. Como resultado, a Comissão Municipal de Educação de Xangai recebeu ordens para suspender as atividades ao ar livre dos alunos. As autoridades retiraram quase um terço dos veículos do governo das estradas, enquanto muitos trabalhos de construção foram interrompidos. A maioria dos voos de entrada foram cancelados e mais de 50 voos no Aeroporto Internacional de Pudong foram desviados.
Em 23 de janeiro de 2014, Yang Xiong, então prefeito de Xangai, anunciou que três medidas principais seriam tomadas para gerenciar a poluição do ar na cidade, juntamente com as províncias vizinhas de Anhui, Jiangsu e Zhejiang. As medidas envolveram a implementação do programa de purificação do ar de 2013, estabelecendo um mecanismo de ligação com as três províncias vizinhas e melhorando os sistemas de alerta precoce da cidade. O efeito da política foi significativo. De 2013 a 2018, mais de 3 mil instalações de tratamento de gases residuais industriais foram instaladas, sendo que a emissão anual de fumaça, óxido de nitrogênio e dióxido de enxofre da cidade diminuiu 65%, 54% e 95%, respectivamente.

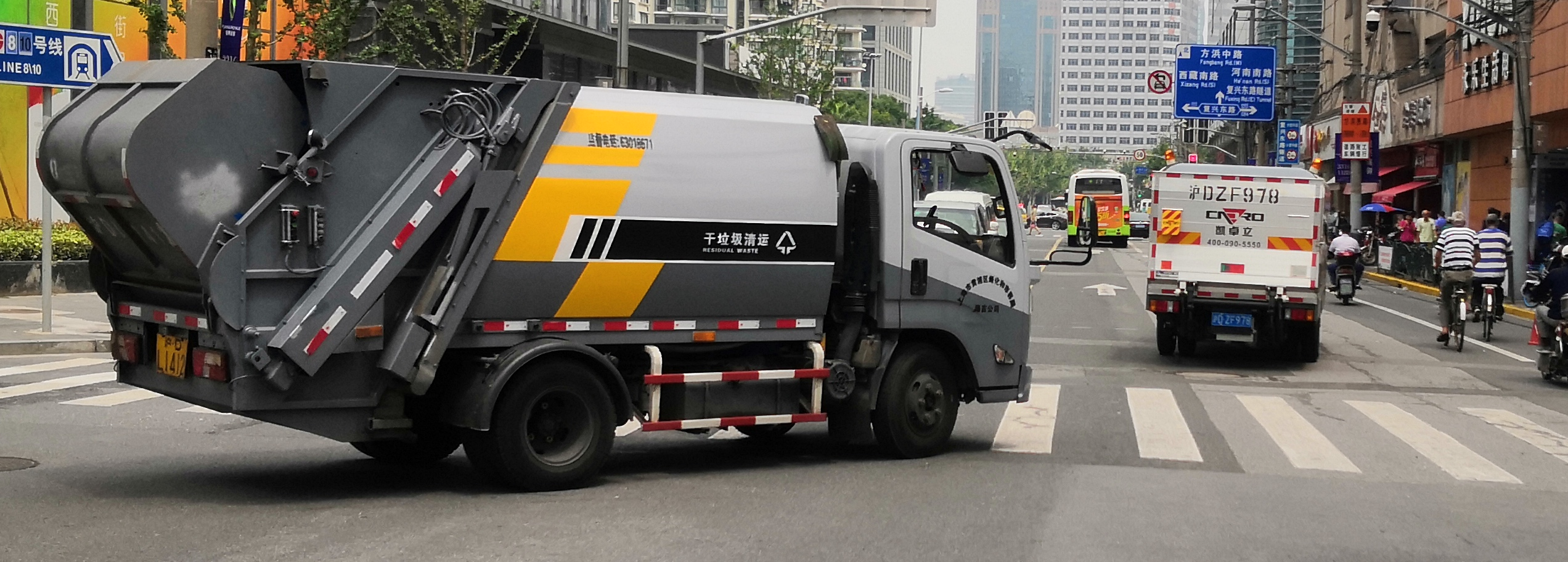
Um caminhão de lixo na Rua Zhonghua

A conscientização pública sobre o meio ambiente está crescendo e a cidade está investindo em vários projetos de proteção ambiental. Uma reabilitação de 16 anos do Suzhou Creek, que atravessa a cidade, foi concluída em 2012, limpando o riacho de barcaças e fábricas e removendo 1,3 milhão de metros cúbicos de lodo. Além disso, o governo transferiu quase todas as fábricas do centro da cidade para a periferia ou outras províncias, e incentivou as empresas de transporte a investir em ônibus e táxis a GLP.
Em 1º de julho de 2019, Xangai adotou um novo sistema de classificação de lixo que separa os resíduos em resíduos, resíduos de cozinha, resíduos recicláveis e resíduos perigosos. Os resíduos são coletados por veículos separados e encaminhados para incineradores, aterros sanitários, centros de reciclagem e instalações de descarte de resíduos perigosos, respectivamente.

## Demografia

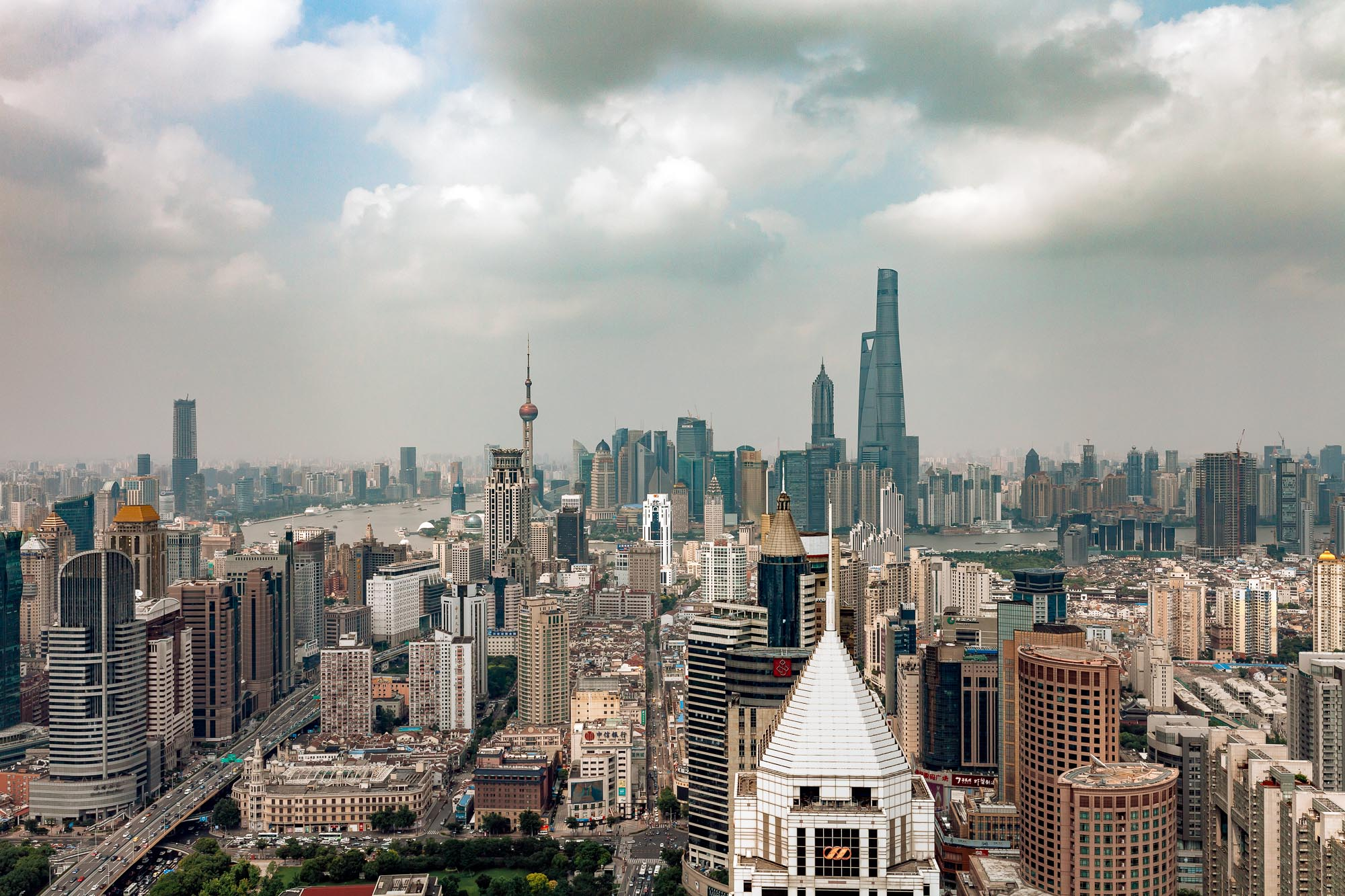
Xangai vista do edifício K11.

Em 2019, Xangai tinha uma população total 24.281.400 pessoas, incluindo 14.504.300 (59,7%) trabalhadores sistema hukou (registrados localmente). Segundo o censo de 2010, 89,3% da população de Xangai vive em áreas urbanas e 10,7% vivem em áreas rurais. Com base na população de sua área administrativa total, Xangai é o segundo maior dos quatro municípios da China, atrás de Chongqing,mas é geralmente considerada a maior cidade chinesa porque a população urbana de Chongqing é muito menor. Segundo a OCDE, a população da área metropolitana de Xangai foi estimada em 34 milhões de pessoas.
De acordo com o Departamento Municipal de Estatísticas de Xangai, cerca de 157,9 mil residentes em Xangai são estrangeiros, incluindo 28,9 japoneses, 21,9 estadunidenses e 20,8 mil coreanos. O número real de cidadãos estrangeiros na cidade é provavelmente muito maior. Xangai também é uma cidade de imigração doméstica — 40,3% (9,8 milhões) dos moradores da cidade são de outras regiões da China.
Xangai tem uma expectativa de vida de 83,6 anos para a população registrada da cidade, a maior expectativa de vida de todas as cidades da China continental. Isso também fez com que a cidade experimentasse um envelhecimento populacional — em 2017, 33,1% (4,8 milhões) da população registrada da cidade tinha 60 anos ou mais. Em 2017, o governo chinês implementou controles populacionais para a cidade, o que resultou em um declínio populacional de 10 mil pessoas até o final daquele ano.

### Língua
A língua vernácula falada na cidade é o xangainês, um dialeto do subgrupo Taihu Wu da família chinesa Wu. É diferente do dialeto oficial chinês, mandarim, que é mutuamente ininteligível com o chinês Wu. O xangainê moderno é baseado em outros dialetos de Taihu Wu.
Antes de sua expansão, a língua falada em Xangai era subordinada àquelas faladas em torno de Jiaxing e mais tarde de Suzhou e era conhecida como "a língua local" (本地闲话), que agora está sendo usado apenas nos subúrbios. No final do século XIX, o centro de Xangai (上海闲话) apareceu, passando por mudanças rápidas e substituindo rapidamente o suzhounês como o dialeto de prestígio da região do delta do rio Yangtze . Na época, a maioria dos moradores da cidade eram imigrantes das duas províncias adjacentes, Jiangsu e Zhejiang, então o xangainês era principalmente um híbrido entre os dialetos do sul de Jiangsu e Ningbo. Depois de 1949, o outonghua (mandarim padrão) também teve um grande impacto nos xangaienses por ser rigorosamente promovido pelo governo central. Desde a década de 1990, muitos migrantes fora da região de língua Wu vieram a Xangai para estudar e trabalhar. Eles muitas vezes não podem falar a língua local e, portanto, usam o putonghua como língua franca. Como o putonghua e o inglês eram mais favorecidos, o xangainês começou a declinar e a fluência entre os jovens falantes enfraqueceu. Nos últimos anos, houve movimentos dentro da cidade para promover a língua local e protegê-la do desaparecimento.

### Religião

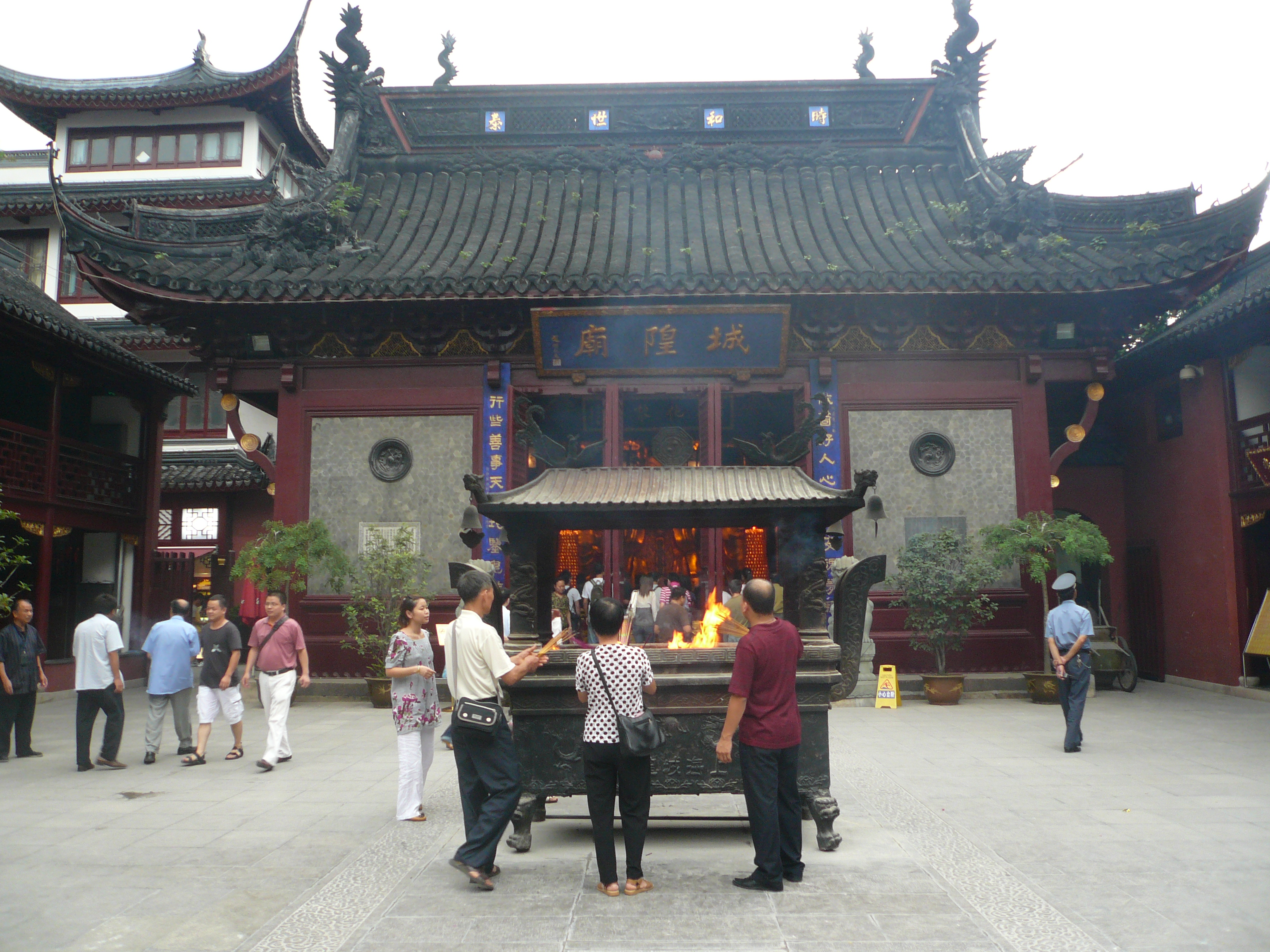
Templo Cidade de Deus

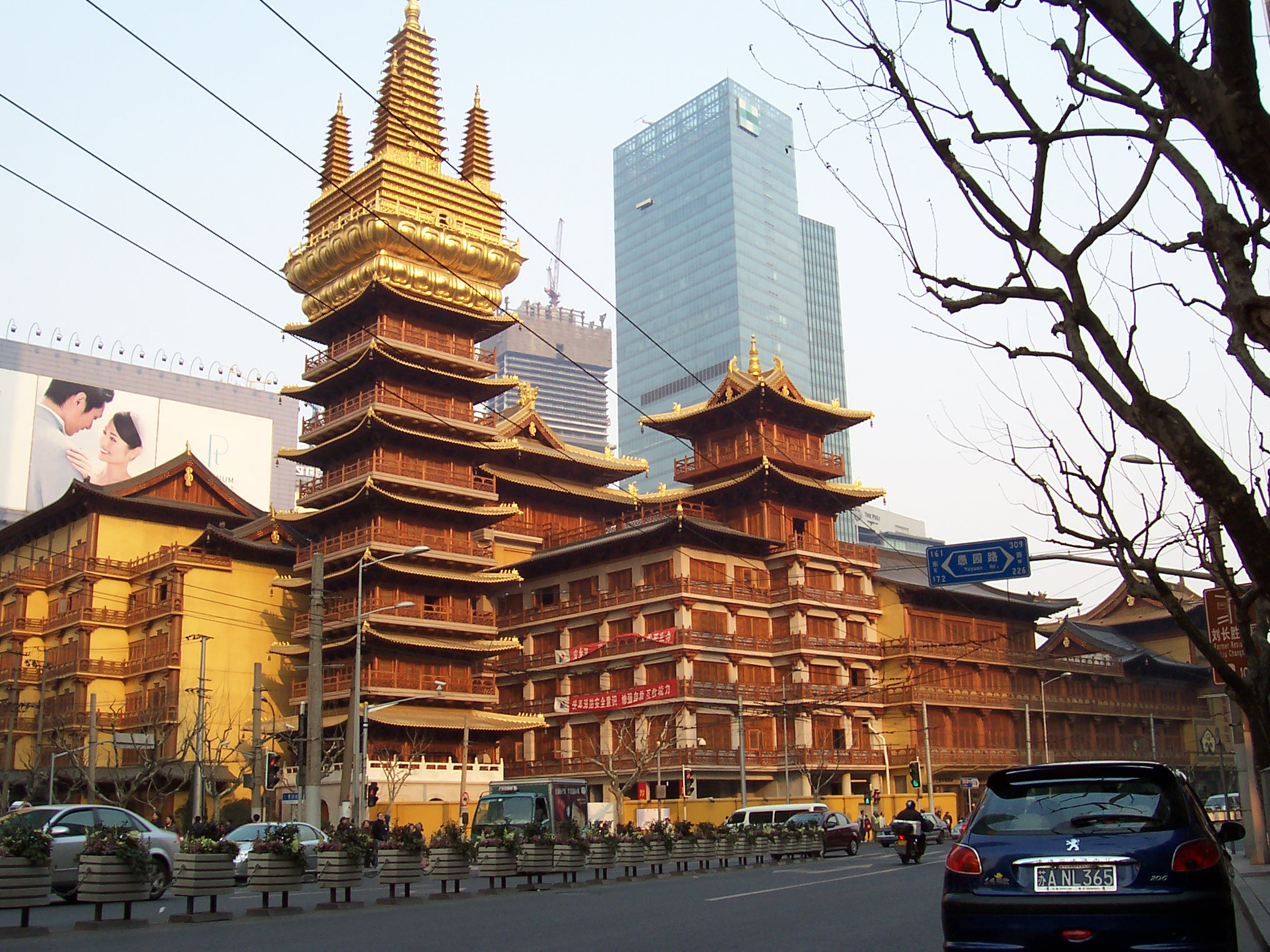
Pagode dourado do Templo Jing'an

Devido à sua história cosmopolita, Xangai tem uma herança religiosa diversa; edifícios e instituições religiosas estão espalhados pela cidade. De acordo com uma pesquisa de 2012, apenas 13,1% da população da cidade pertence a religiões organizadas, incluindo budistas com 10,4%, protestantes com 1,9%, católicos com 0,7% e outras religiões com 0,1%, enquanto os restantes 86,9% da população poderiam ser ou ateus ou envolvidos na adoração de divindades e ancestrais da natureza ou seitas religiosas populares.
O budismo, em suas variedades chinesas, está presente em Xangai desde o período dos Três Reinos, durante o qual foram fundados o Templo Longhua — o maior templo de Xangai — e o Templo Jing'an. Outro templo significativo é o Templo do Buda de Jade, que recebeu o nome de uma grande estátua de Buda esculpida em jade no templo. Em 2014, o budismo em Xangai tinha 114 templos, 1.182 funcionários clericais e 453,3 mil seguidores registrados. A religião também tem seu próprio colégio e sua própria imprensa.
Embora atualmente constitua uma fração da população religiosa em Xangai, o povo judeu desempenhou um papel influente na história da cidade. Depois que o Tratado de Nanquim encerrou a Primeira Guerra do Ópio em 1842, a cidade foi aberta às populações ocidentais e os comerciantes viajaram para Xangai por seu rico potencial de negócios, incluindo muitas famílias judias proeminentes. Os Sassoons acumularam grande riqueza no comércio de ópio e têxtil, consolidando seu estatuto ao financiar muitos dos edifícios que se tornaram ícones no horizonte de Xangai, como o Cathay Hotel em 1929. Os Hardoons foram outra proeminente família judia de Baghdadi que usou seu sucesso nos negócios para definir Xangai no século XX. O chefe da família, Silas Hardoon, que foi uma das pessoas mais ricas do mundo durante o século XIX, financiou a Rua de Nanquim, que na época abrigava lojas de departamento no Assentamento Internacional, mas agora é um dos centros comerciais mais movimentados do mundo. Durante a Segunda Guerra Mundial, milhares de judeus emigraram para Xangai em um esforço para fugir da Alemanha Nazista. Eles viviam em uma área designada chamada Gueto de Xangai e formaram uma comunidade centrada na Sinagoga Ohel Moishe, que agora é o Museu de Refugiados Judaicos de Xangai. Em 1939, Horace Kadoorie, o chefe da poderosa família filantrópica de judeus sefarditas em Xangai, fundou a Associação da Juventude Judaica de Xangai para apoiar os refugiados judeus através da educação inglesa, para que estivessem preparados para emigrar de Xangai quando chegasse a hora.

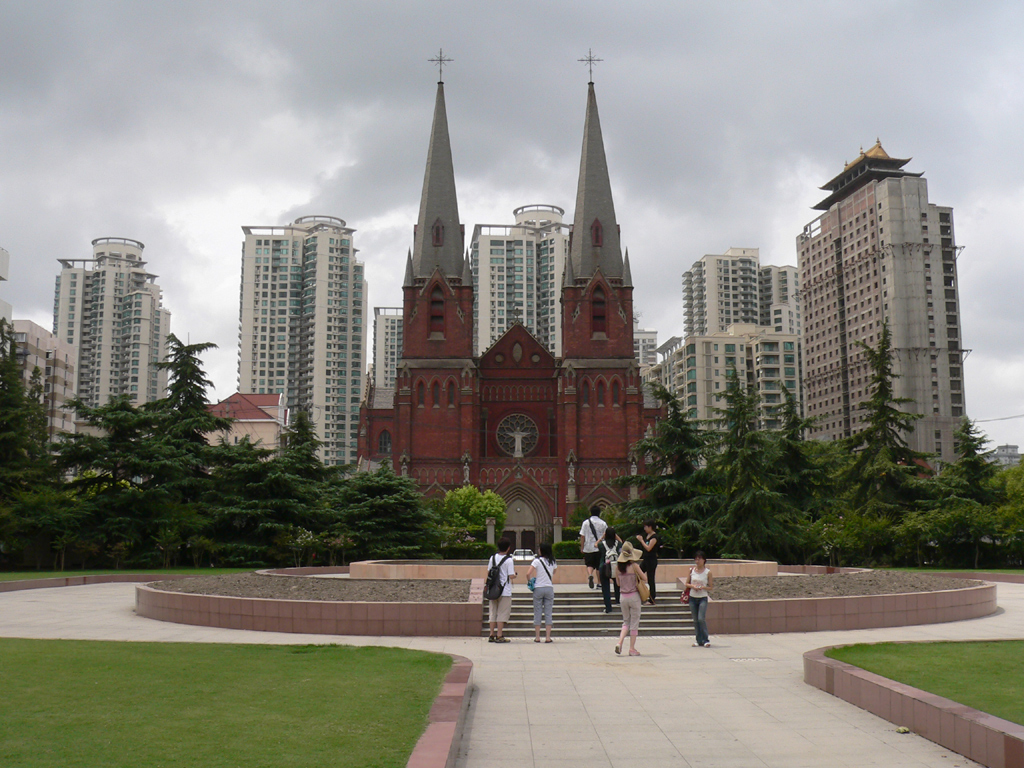
A Catedral de Santo Inácio

O catolicismo foi trazido para Xangai em 1608 pelo missionário italiano Lazzaro Cattaneo. O Vicariato Apostólico de Xangai foi erigido em 1933 e foi elevado à Diocese de Xangai em 1946. Locais católicos notáveis incluem a Catedral de Santo Inácio em Xujiahui—a maior igreja católica da cidade, a Igreja de São Francisco Xavier e a Basílica She Shan. Outras formas de cristianismo incluem as minorias ortodoxas orientais e, desde 1996, igrejas cristãs protestantes registradas.
O Islã entrou em Xangai durante a dinastia Yuan. A primeira mesquita da cidade, a Mesquita Songjiang, foi construída durante o período Zhizheng (至正) sob o governo do imperador Huizong. A população muçulmana de Xangai aumentou no século XIX e início do XX (quando a cidade era um porto internacional), durante o qual muitas mesquitas foram construídas. A Associação Islâmica de Xangai está localizada na Mesquita Xiaotaoyuan em Huangpu.
Xangai tem vários templos religiosos folclóricos, incluindo o Templo Cidade de Deus no coração da Cidade Velha, o Pavilhão Dajing Ge dedicado ao general Guan Yu dos Três Reinos, o Templo Confuciano de Xangai e um grande centro taoísta onde se localiza a Associação Taoísta de Xangai.

## Governo

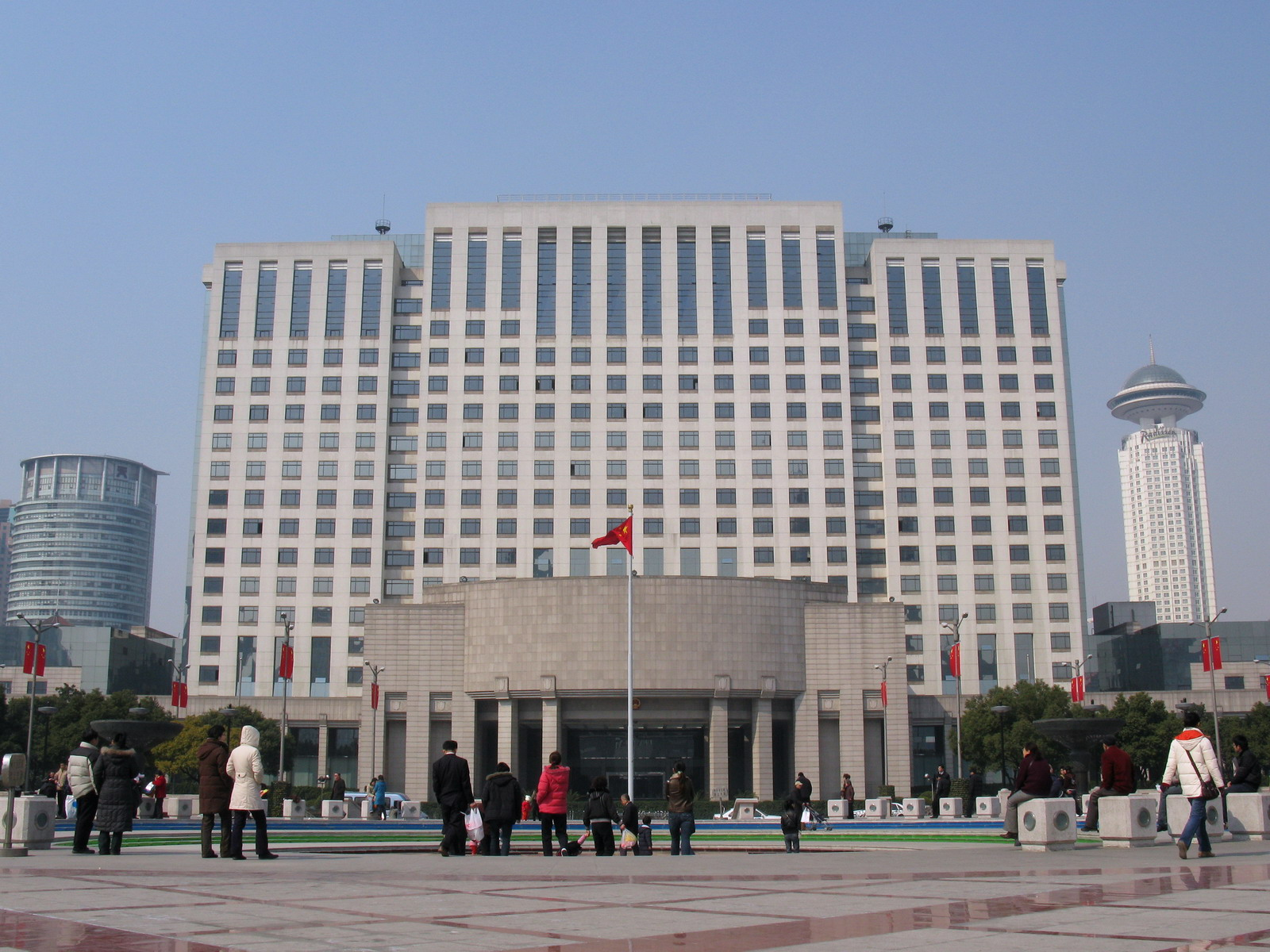
Prédio do Governo Municipal de Xangai.

Como praticamente todas as instituições que governam na República Popular da China, o governo de Xangai é estruturado em um sistema bipartidário, onde o representante local do Partido Comunista (atualmente Han Zheng) está acima do prefeito (atualmente Yang Xiong).
O poder político em Xangai é amplamente visto como um trampolim para cargos mais altos no governo nacional. Desde que Jiang Zemin tornou-se o chefe do partido nacional em junho de 1989, todos, exceto um, dos chefe do partido em Xangai foram elevados ao Comitê Permanente do Politburo, o órgão político máximo, de facto, na China, incluindo o próprio Jiang (Secretário-Geral e Presidente), Zhu Rongji, Wu Bangguo, Huang Ju, Xi Jinping e Yu Zhengsheng. Zeng Qinghong, um ex-vice-chefe do partido em Xangai, também subiu ao Comitê Permanente do Politburo e tornou-se o vice-presidente. A única exceção é Chen Liangyu, que foi demitido em 2006 e mais tarde condenado por corrupção política. Os funcionários com vínculo com a administração de Xangai formar uma poderosa e influente facção no governo nacional.

### Cidades-irmãs
Em 2020, Xangai era geminada com as seguintes regiões, cidades e condados:
- Yokohama
- Osaka
- Milão
- Roterdã
- San Francisco
- Zagrebe
- Prefeitura de Osaka
- Hamhung
- Grande Manila
- Carachi
- Antuérpia
- Montreal
- Pireu
- Voivodia da Pomerânia
- Chicago
- Hamburgo
- Casablanca
- Marselha
- São Paulo
- São Petersburgo
- Queensland
- Istambul
- Alexandria
- Haifa
- Busan
- Cidade de Ho Chi Minh
- Port Vila
- Dunedin
- Tashkent
- Porto
- Praga[118]
- Aden
- Windhoek
- Santiago de Cuba
- Rosario
- Espoo
- Jalisco
- Liverpool
- Maputo
- Chiang Mai
- Dubai
- KwaZulu-Natal
- Guayaquil
- Valparaíso
- Barcelona
- Oslo
- Constanța
- Colombo
- Região da Bratislava
- Jutlândia Central
- Cork
- Java Oriental
- Basileia-Cidade
- Phnom Penh
- Auvergne-Rhône-Alpes
- Grande Londres
- Salzburgo'
- Quebec
- Budapeste
- Mumbai
- Jacarta
- Houston
- Bangkok
- Sófia
- Belgrado
- Lima
- Minsk
- Zapopan[119]

## Subdivisões
| Divisões administrativas de Xangai | Divisões administrativas de Xangai | Divisões administrativas de Xangai | Divisões administrativas de Xangai | Divisões administrativas de Xangai | Divisões administrativas de Xangai | Divisões administrativas de Xangai | Divisões administrativas de Xangai | Divisões administrativas de Xangai | Divisões administrativas de Xangai | Divisões administrativas de Xangai | Divisões administrativas de Xangai | Divisões administrativas de Xangai |
| --- | ---------------------------------- | ---------------------------------- | ---------------------------------- | ---------------------------------- | ---------------------------------- | ---------------------------------- | ---------------------------------- | ---------------------------------- | ---------------------------------- | ---------------------------------- | ---------------------------------- | ---------------------------------- |
| 1 Xuhui Changning 2 Putuo 3 Yangpu Minhang Baoshan Jiading Pudong Jinshan Songjiang Qingpu Fengxian Chongming 1. Huangpu 2. Jing'an 3. Hongkou |                                    |                                    |                                    |                                    |                                    |                                    |                                    |                                    |                                    |                                    |                                    |                                    |

## Economia

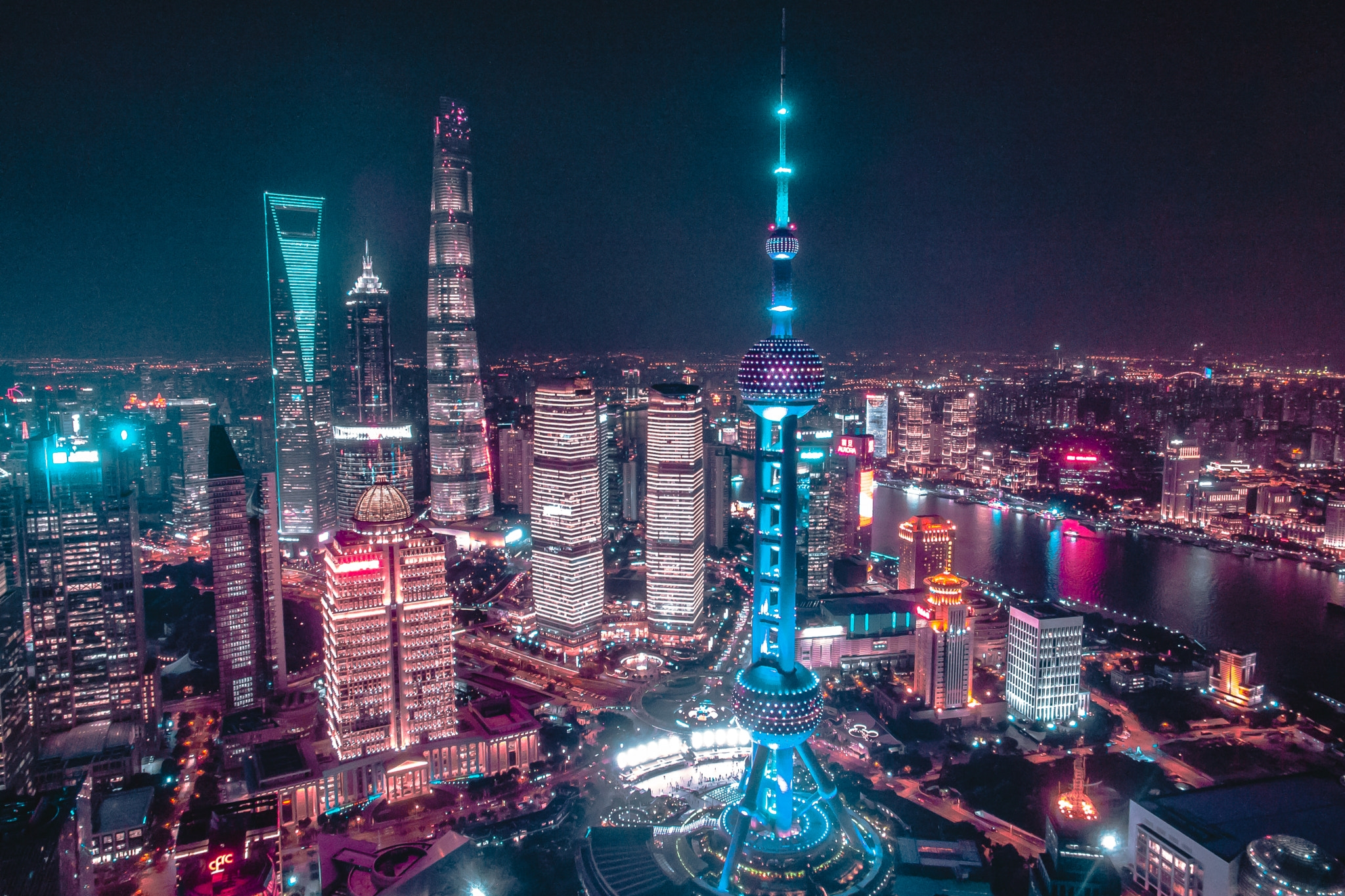
Panorama urbano de Lujiazui, Pudong

Xangai tem sido descrita como a "vitrine" da economia em expansão da China. A cidade é um centro global de finanças e inovação e um polo nacional de comércio e transporte, com o porto de contêineres mais movimentado do mundo — o Porto de Xangai. Em 2019, Xangai teve um PIB de 539 bilhões de dólares que representa 3,85% do PIB da China e um PIB per capita de 22.186 dólares. Em 2020, a economia de Xangai foi estimada em 1 trilhão de dólares (PPC), classificando a área metropolitana mais produtiva da China e entre as dez maiores economias metropolitanas do mundo. As seis maiores indústrias de Xangai — varejo, finanças, TI, imobiliária, fabricação de máquinas e fabricação automotiva — representam cerca de metade do PIB da cidade. Em 2019, a renda média anual disponível dos residentes de Xangai foi de 9.808 dólares per capita, tornando-se uma das cidades mais ricas da China, mas também a cidade mais cara da China continental para se viver, de acordo com um estudo de 2017 da Economist Intelligence Unit.
Em 2021, Xangai era a quinta cidade mais rica do mundo, com uma riqueza total de 1,8 trilhão de dólares, além de ser classificada como a sexta por número de bilionários pela Forbes. O PIB nominal de Xangai está projetado para atingir 1,3 trilhão de dólares em 2035 (em primeiro lugar na China), tornando-a uma das cinco principais cidades do mundo em termos de PRB, de acordo com um estudo da Oxford Economics.
Xangai foi a maior e mais próspera cidade do leste da Ásia durante a década de 1930 e sua rápida reconstrução começou na década de 1990. Nas últimas duas décadas, Xangai tem sido uma das cidades de desenvolvimento mais rápido do mundo; registrou um crescimento do PIB de dois dígitos em quase todos os anos entre 1992 e 2008, antes da crise financeira de 2007-08.

### Finanças

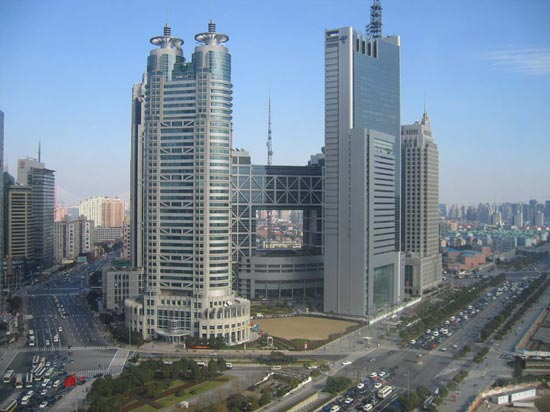
A Bolsa de Valores de Xangai é uma das maiores bolsas de valores do mundo por capitalização de mercado.

Xangai é um centro financeiro global, ocupando o primeiro lugar em toda a região da Ásia e Oceania e o terceiro globalmente (depois de Nova York e Londres) na 28ª edição do Global Financial Centers Index, publicado em setembro de 2020 pela Z/Yen e pelo Instituto de Desenvolvimento da China. Xangai também é um grande centro da indústria de tecnologia chinesa e global e abriga um grande ecossistema de startups. Em 2021, a cidade foi classificada como a segunda potência fintech do mundo, atrás apenas da cidade de Nova York.
Em 2019, a Bolsa de Valores de Xangai tinha uma capitalização de mercado de 4,02 trilhões de dólares, o que a tornava a maior bolsa de valores da China e a quarta maior do mundo. Em 2009, o volume de negociação de seis commodities-chave — como borracha, cobre e zinco — na Bolsa de Futuros de Xangai estão em primeiro lugar no mudno. No final de 2017, Xangai abrigava 1.491 instituições financeiras, das 251 eram estrangeiras.
Em setembro de 2013, com o apoio do primeiro- ministro chinês Li Keqiang, a cidade lançou a Zona de Livre Comércio Piloto da China (Xangai) — a primeira zona de livre comércio na China continental para incentivar o investimento estrangeiro. Em abril de 2014, o jornal The Banker informou que Xangai "atraiu os maiores volumes de investimento estrangeiro direto do setor financeiro na região da Ásia-Pacífico nos 12 meses até o final de janeiro de 2014". Em agosto de 2014, a revista fDi nomeou Xangai como a "Província Chinesa do Futuro 2014/15" devido a "desempenhos particularmente impressionantes nas categorias Facilidade de Negócios e Conectividade, bem como em segundo lugar nas categorias Potencial Econômico e Capital Humano e Estilo de Vida".

### Indústria

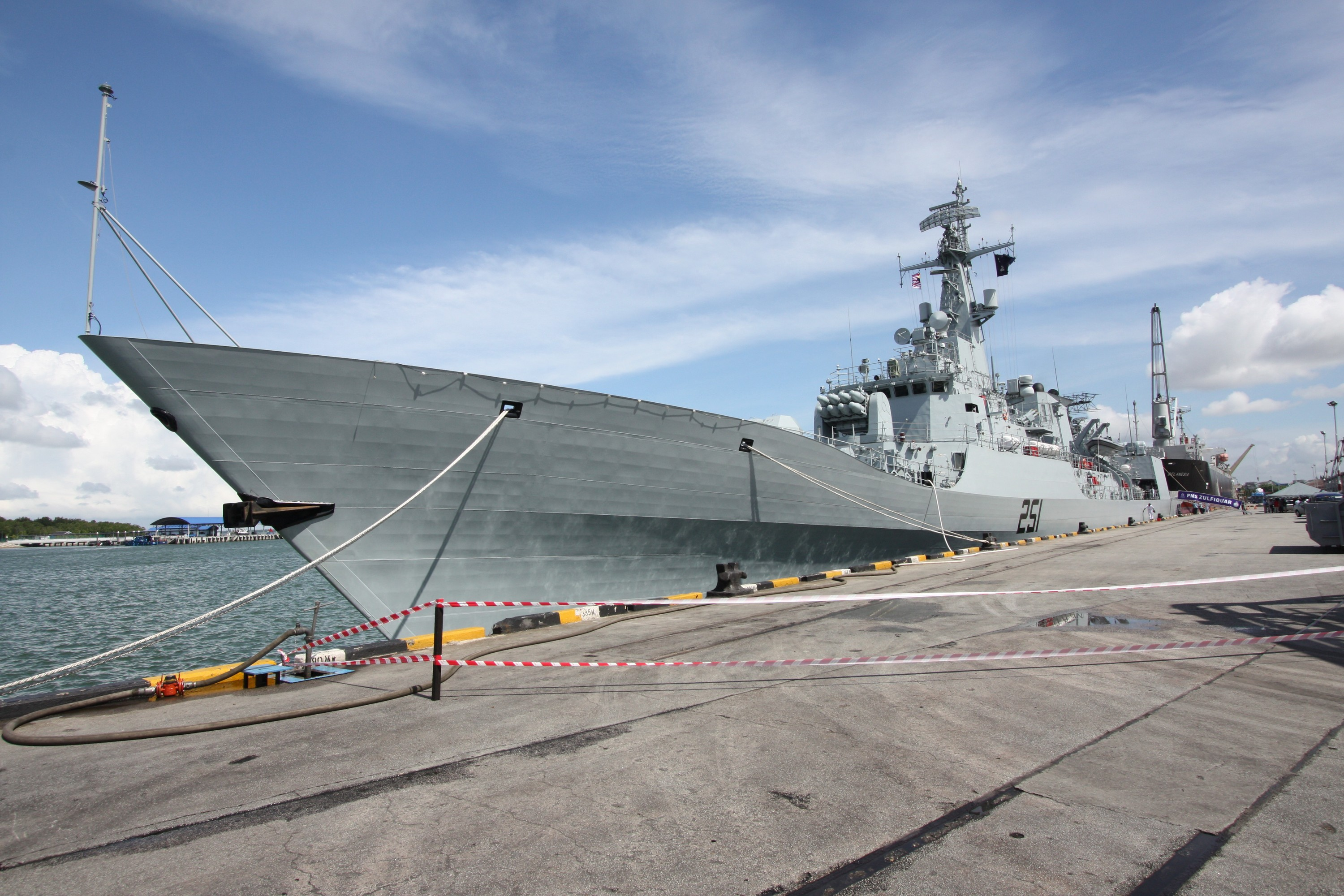
Fragata F-22P construída pelo estaleiro Hudong–Zhonghua para a Marinha do Paquistão

Como um dos principais centros industriais da China, Xangai desempenha um papel fundamental na fabricação nacional e na indústria pesada . Várias zonas industriais — como a Zona de Desenvolvimento Econômico e Tecnológico de Xangai Hongqiao, a Zona de Processamento Econômico de Exportação de Jinqiao, a Zona de Desenvolvimento Econômico e Tecnológico de Minhang e a Zona de Desenvolvimento de Alta Tecnologia de Xangai Caohejing — são a espinha dorsal do setor secundário de Xangai. A cidade abriga a maior siderúrgica da China, a Baosteel, além da maior base de construção naval da China, a Hudong-Zhonghua Shipbuilding Group, e um dos mais antigos construtores navais da China, o Jiangnan Shipyard.
A fabricação de automóveis é outra indústria importante. A SAIC Motor, com sede em Xangai, é uma das três maiores corporações automotivas da China e tem parcerias estratégicas com a Volkswagen e a General Motors.

### Zona de livre comércio
Xangai é o lar da Zona de Livre Comércio Piloto da China (Xangai), a primeira zona de livre comércio na China continental. Desde outubro de 2019, é também a segunda maior zona de livre comércio da China continental em termos de área terrestre, cobrindo uma área de 240.22 km2 (92.75 sq mi) e integrando quatro zonas alfandegadas existentes — Zona de Livre Comércio de Waigaoqiao, Parque Logístico de Livre Comércio de Waigaoqiao, Área do Porto de Livre Comércio de Yangshan e Zona de Livre Comércio Abrangente do Aeroporto de Pudong. Várias políticas preferenciais foram implementadas para atrair investimento estrangeiro em várias indústrias para a zona.

### Turismo
|                          |  |                                   |
| A Rua de Nanquim à noite |  | Castelo da Disneylândia de Xangai |

O turismo é uma grande indústria de Xangai. Em 2017, o número de turistas domésticos aumentou 7,5%, para 318 milhões, enquanto o número de turistas estrangeiros aumentou 2,2%, para 8,73 milhões. Em 2017, Xangai foi a cidade turística mais lucrativa do mundo, posição que deve se manter até 2027. Em 2019, Xangai tinha 71 hotéis cinco estrelas, 61 hotéis quatro estrelas, 1.758 agências de viagens, 113 atrações turísticas e 34 atrações turísticas socialistas.
O setor de conferências e reuniões também está crescendo. De acordo com a Associação Internacional de Congressos e Convenções, Xangai sediou 82 reuniões internacionais em 2018, um aumento de 34% em relação às 61 em 2017.
O Shanghai Disney Resort foi aprovado pelo governo em 4 de novembro de 2009 e inaugurado em 2016. O parque temático e resort de 4,4 bilhões de dólares em Pudong possui um castelo que é o maior entret odos os resorts da Disney. Mais de 11 milhões de pessoas visitaram o resort em seu primeiro ano de operação.

## Infraestrutura

### Transportes

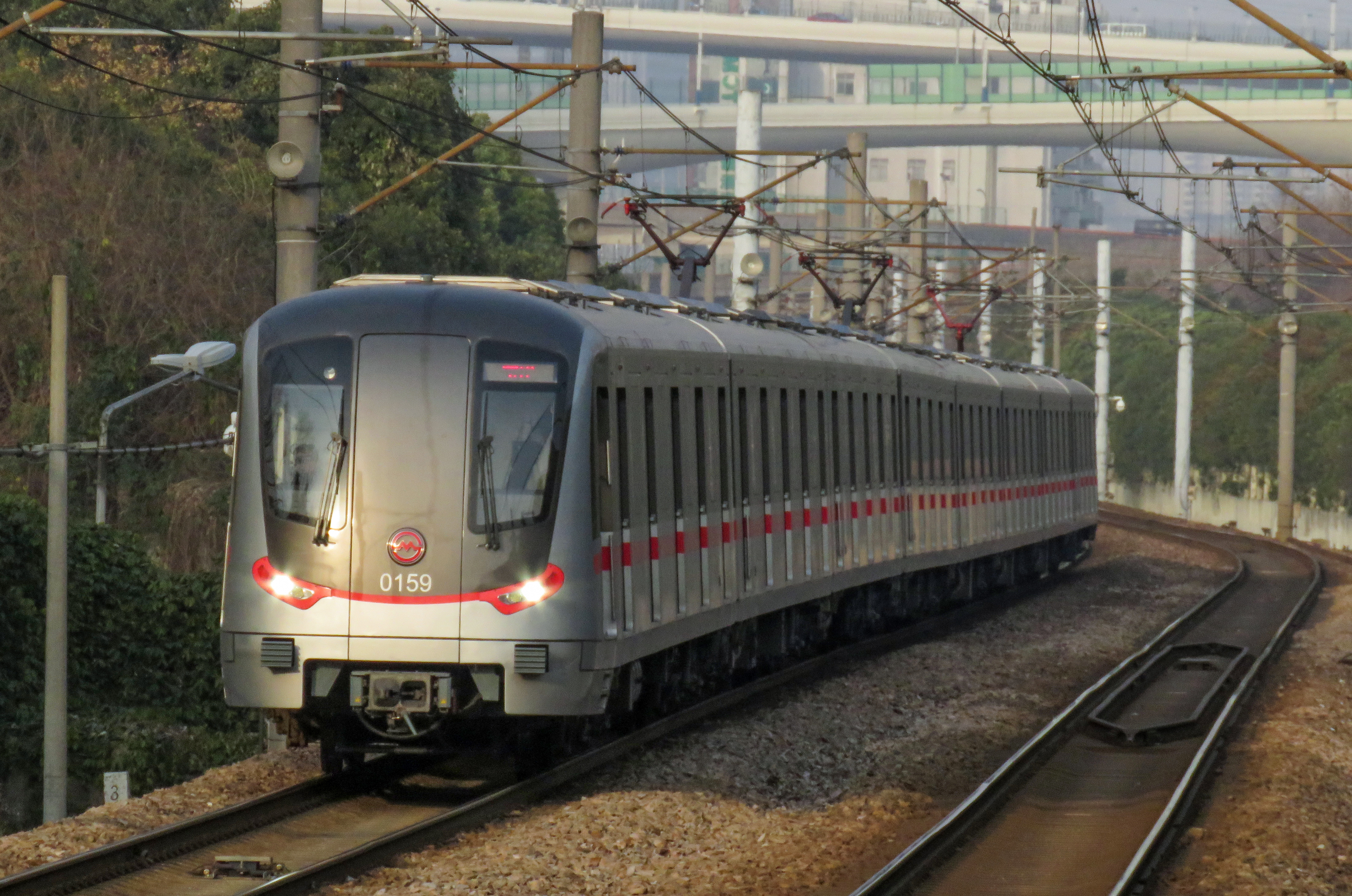
O metrô de Xangai é o sistema de metrô mais longo do mundo

Xangai tem um extenso sistema de transporte público que inclui metrô, ônibus, balsas e táxis, todos acessíveis usando um cartão de transporte público.
O Metrô de Xangai incorpora linhas de metrô e metrô leve e se estende a todos os distritos urbanos centrais, bem como aos distritos suburbanos vizinhos. Em 2021, existiam 19 linhas de metrô (excluindo o trem maglev de Xangai e a ferrovia Jinshan), 515 estações e 803 km de linhas em operação, tornando-se a rede mais longa do mundo. Em 8 de março de 2019, estabeleceu o recorde diário de passageiros de metrô da cidade com 13,3 milhões de pessoas.

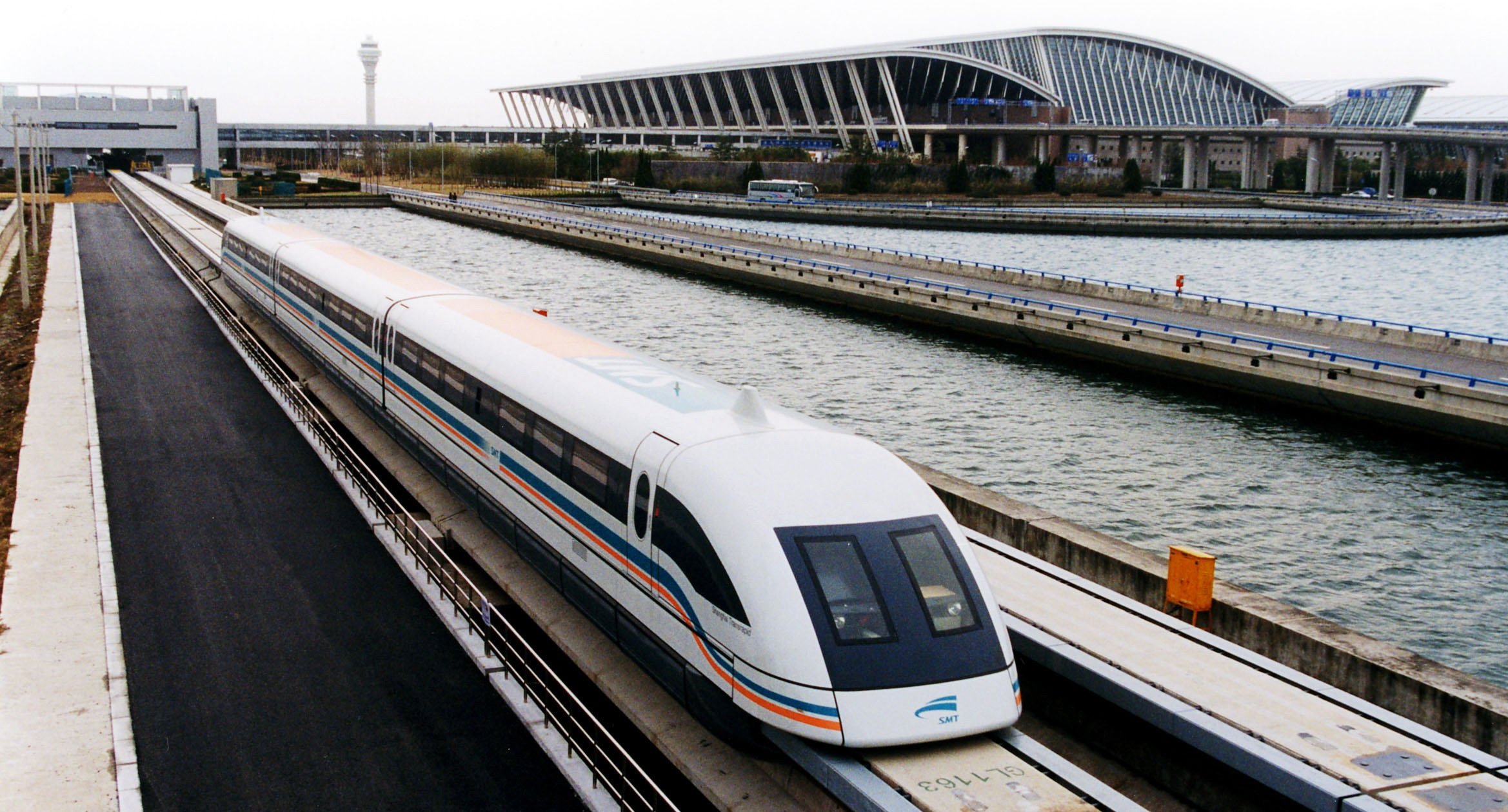
Um trem maglev saindo do Aeroporto Internacional de Pudong

Inaugurado em 2004, o trem maglev de Xangai é o primeiro e mais rápido maglev comercial de alta velocidade do mundo, com velocidade máxima de operação de 430 km/h. O trem pode completar os 30 km viagem entre a Estação Longyang e o Aeroporto Internacional de Pudong em 7 minutos e 20 segundos, comparando com 32 minutos pela Linha 2 do metrô e 30 minutos de carro.
Com a primeira linha de bonde em serviço em 1908, esse tipo de transporte já foi popular em Xangai no início do século XX. Em 1925, havia 328 bondes e 14 rotas linhas por empresas chinesas, francesas e britânicas de forma colaborativa, todas nacionalizadas após a vitória do Partido Comunista em 1949. Desde a década de 1960, muitas linhas de bonde foram desmontadas ou substituídas por linhas de trólebus ou ônibus; a última linha de bonde foi demolida em 1975. Xangai reintroduziu os bondes em 2010, como um moderno sistema Translohr de pneus de borracha na área de Zhangjiang, no leste de Xangai. Em 2018, o bonde Songjiang com rodas de aço começou a operar no distrito de Songjiang.

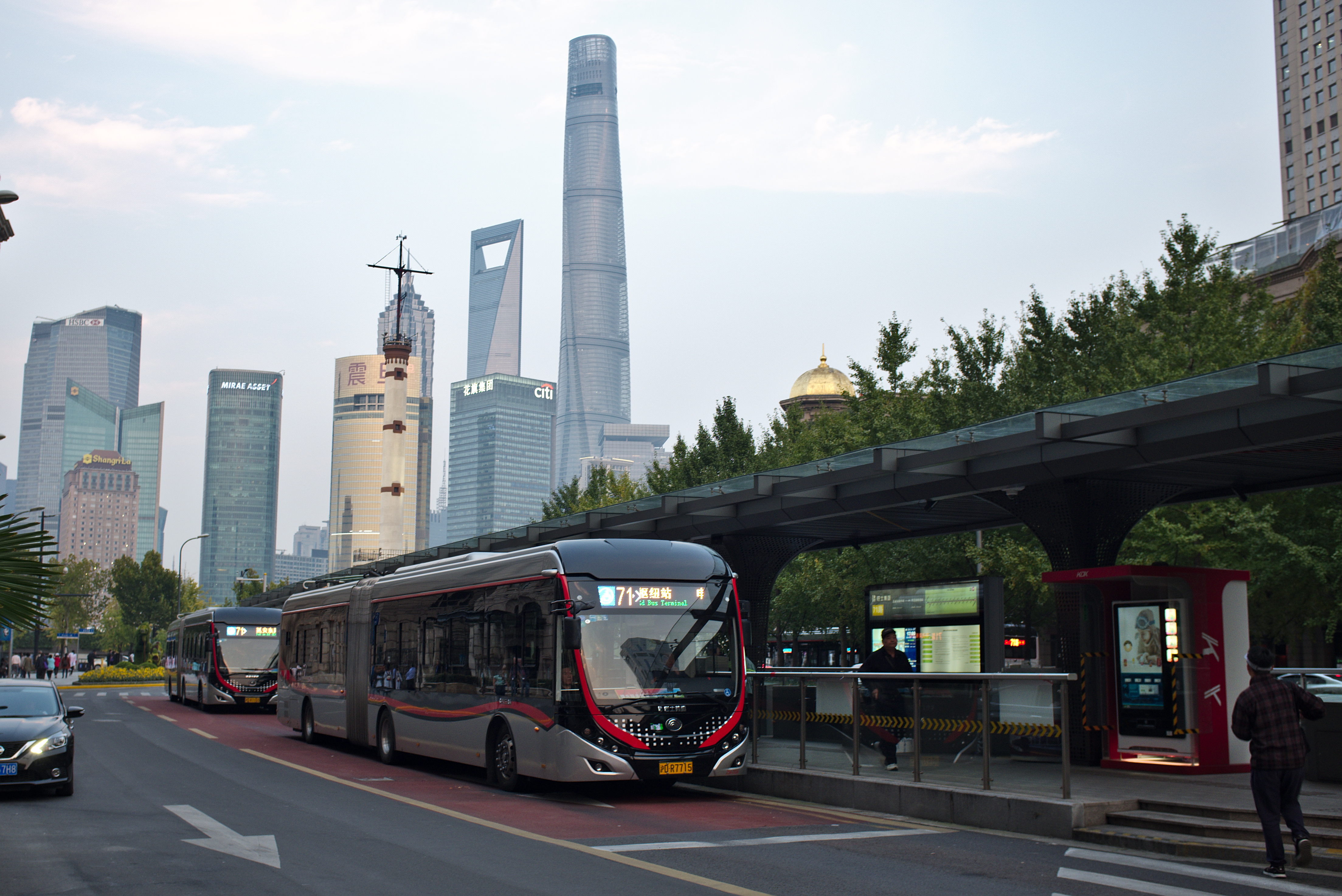
BRT linha 71 no Bund

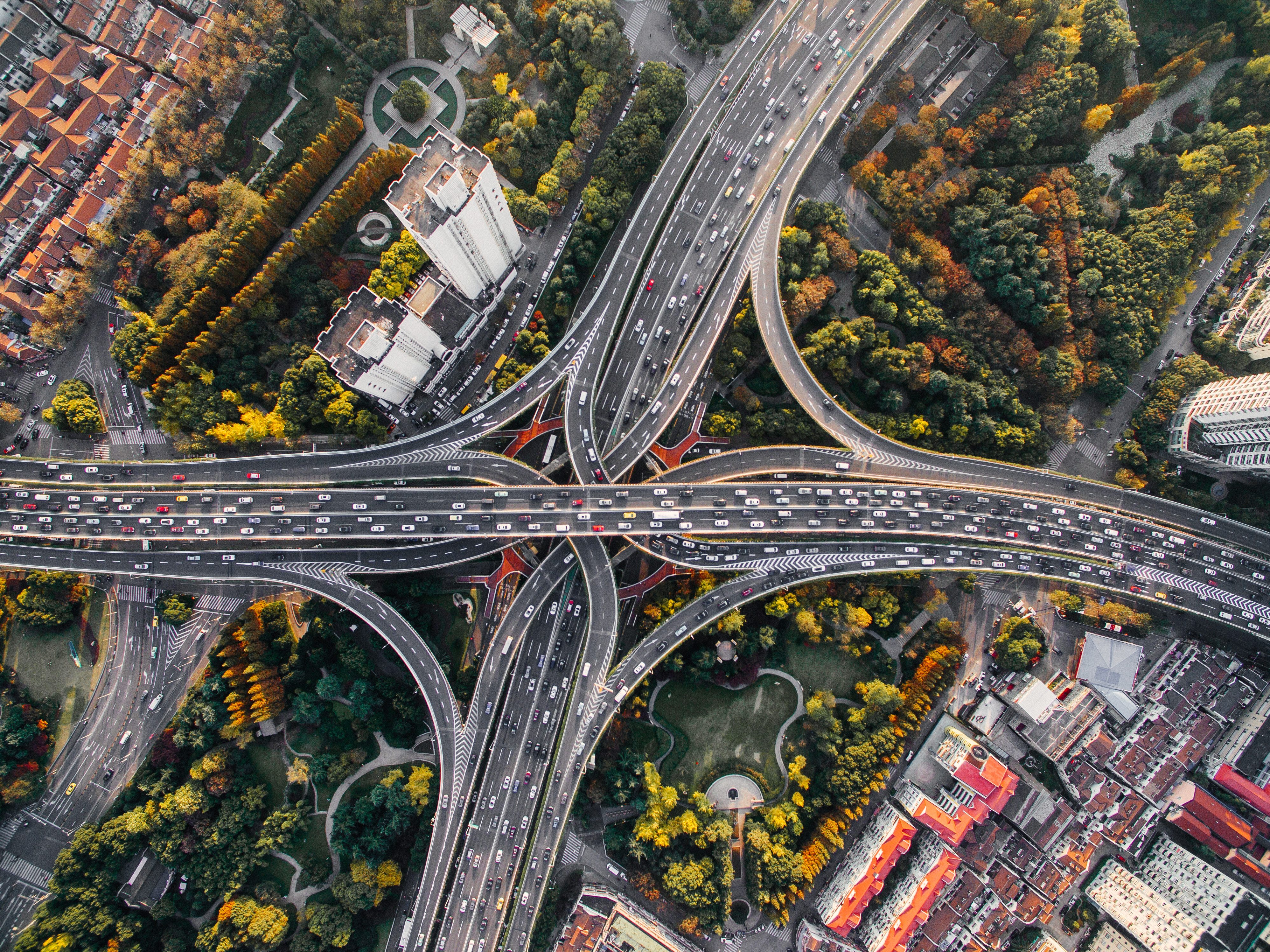
Trevo rodoviário entre a Estrada Elevada Yan'an e a Estrada Elevada Norte-Sul

Xangai também possui a rede de ônibus mais extensa do mundo, incluindo o sistema de trólebus em operação contínua mais antigo do mundo, com 1.575 linhas cobrindo um comprimento total de 8.997 km em 2019. O sistema é operado por várias empresas. Em 2019, também havia um total de 40 mil táxis em operação em Xangai.
Xangai é um importante centro da rede de vias expressas da China. Muitas vias expressas nacionais (prefixadas com a letra G) passam ou terminam em Xangai. Existem também várias vias expressas municipais prefixadas com a letra S. Em 2019, Xangai tinha um total de 12 pontes e 14 túneis que cruzam o rio Huangpu.
As ciclovias são comuns na cidade, separando o tráfego não motorizado do tráfego de carros na maioria das ruas. No entanto, em algumas estradas principais, incluindo todas as vias expressas, bicicletas e motocicletas são proibidas. Nos últimos anos, o ciclismo ressurgiu em popularidade devido ao surgimento de um grande número de sistemas de compartilhamento de bicicletas baseados em aplicativos. Em dezembro de 2018, os sistemas de compartilhamento de bicicletas tiveram uma média de 1,15 milhão de usuários diários dentro da cidade.
A propriedade de carros particulares em Xangai está aumentando rapidamente: em 2019, havia 3,40 milhões de carros particulares na cidade, um aumento de 12,5% em relação a 2018. Carros particulares novos não podem ser conduzidos sem placa, que são vendidas em leilões mensais. Cerca de 9,5 mil placas são leiloadas a cada mês e o preço médio era de cerca de 12 mil dólares em 2019. De acordo com os regulamentos de veículos da cidade introduzidos em junho de 2016, apenas residentes registrados localmente e aqueles que pagaram seguro social ou imposto de renda individual por mais de três anos são elegíveis para participar do leilão. O objetivo desta política é limitar o crescimento do tráfego de automóveis e aliviar os congestionamentos.

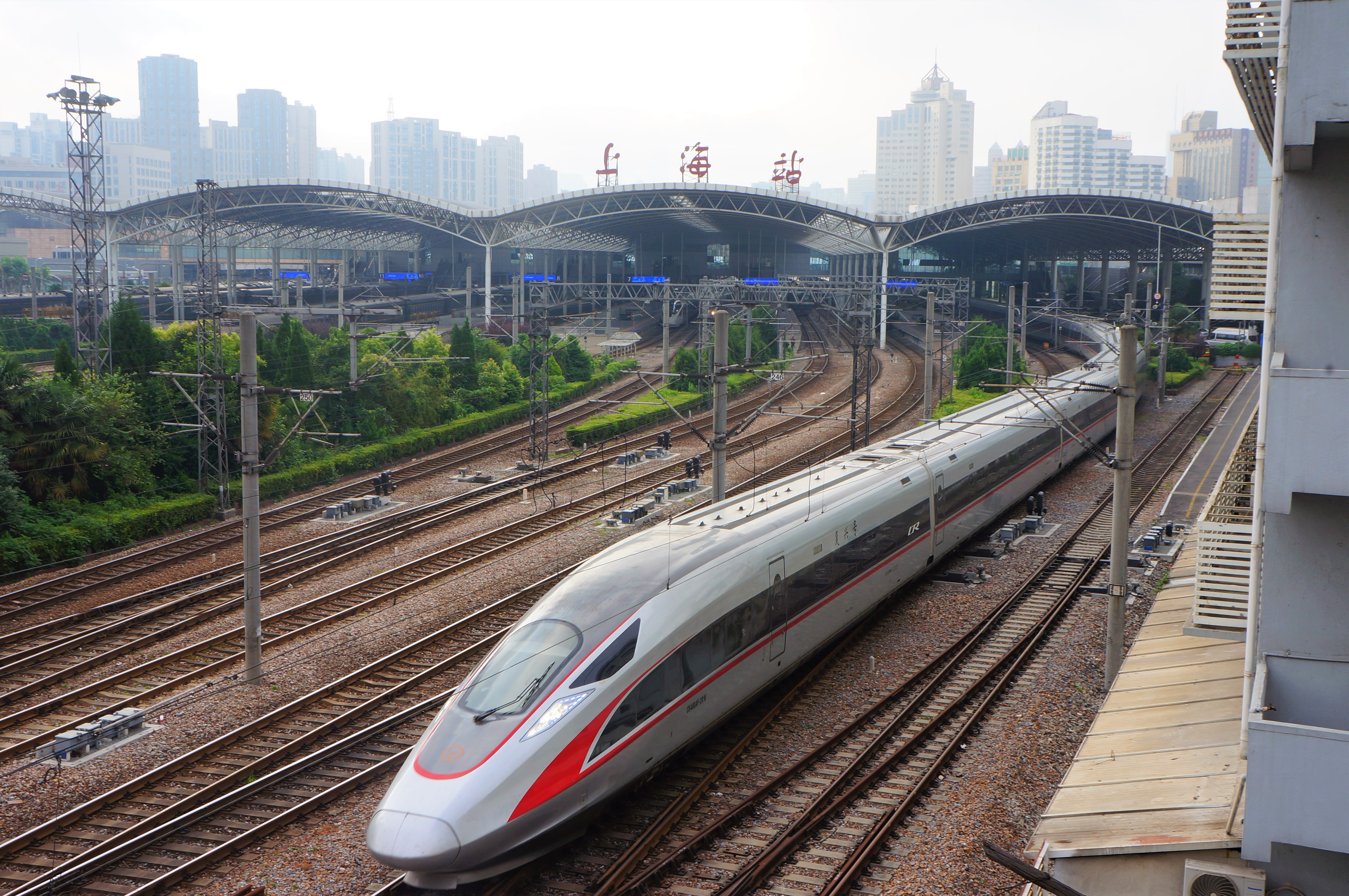
Um trem bala CR400AF partindo da estação ferroviária de Xangai

Xangai tem quatro estações ferroviárias principais: a estação ferroviária de Xangai, a estação ferroviária de Xangai Sul, a estação ferroviária de Xangai Oeste e a estação ferroviária de Xangai Hongqiao.
Construída em 1876, a ferrovia Woosung foi a primeira ferrovia em Xangai e a primeira ferrovia em operação na China. Em 1909, a ferrovia Xangai-Nanjing e a ferrovia Xangai-Hangzhou entraram em serviço. Em outubro de 2019, as duas ferrovias foram integradas em duas ferrovias principais na China: a ferrovia Pequim-Xangai e a ferrovia Xangai-Kunming, respectivamente.
Xangai tem quatro ferrovias de alta velocidade (HSRs): Pequim-Xangai, Xangai-Nanquim, Xangai-Kunming e Xangai-Nantong.
Xangai também tem quatro ferrovias suburbanas: a ferrovia Pudong (o serviço de passageiros está atualmente suspenso) e a ferrovia Jinshan, operada pela China Railway, e as linhas 16 e 17 operadas pelo metrô de Xangai. Quatro linhas adicionais estão em construção.

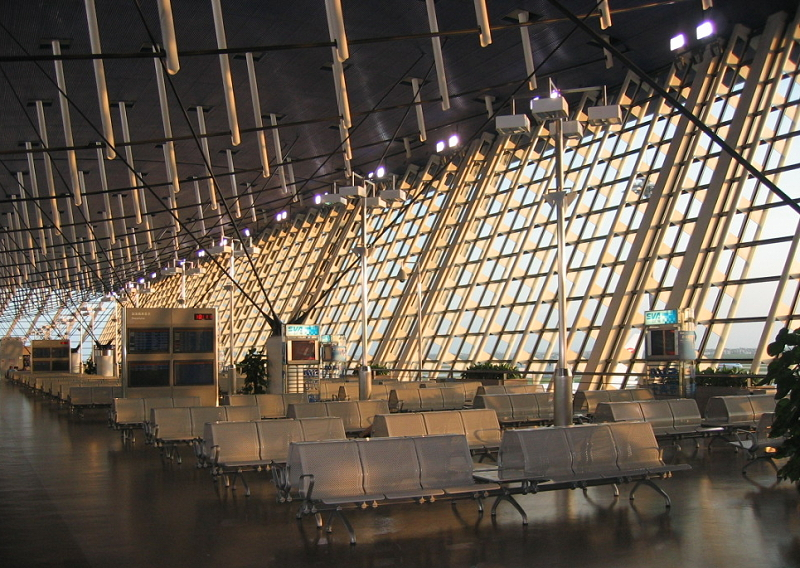
Dentro do Terminal 1 do Aeroporto Internacional de Shanghai Pudong

Xangai é um dos maiores centros de transporte aéreo da Ásia. A cidade tem dois aeroportos comerciais: Aeroporto Internacional de Xangai Pudong e Aeroporto Internacional de Xangai Hongqiao, sendo que o primeiro é o principal aeroporto internacional, enquanto o segundo opera principalmente voos domésticos e voos internacionais de curta distância. Em 2018, o Aeroporto Internacional de Pudong atendeu 74,0 milhões de passageiros e movimentou 3,8 milhões de toneladas de carga, tornando-se o nono aeroporto mais movimentado em volume de passageiros e o terceiro aeroporto mais movimentado em volume de carga no mundo. No mesmo ano, o Aeroporto Internacional de Hongqiao atendeu 43,6 milhões de passageiros, tornando-se o 19º aeroporto mais movimentado em volume de passageiros.

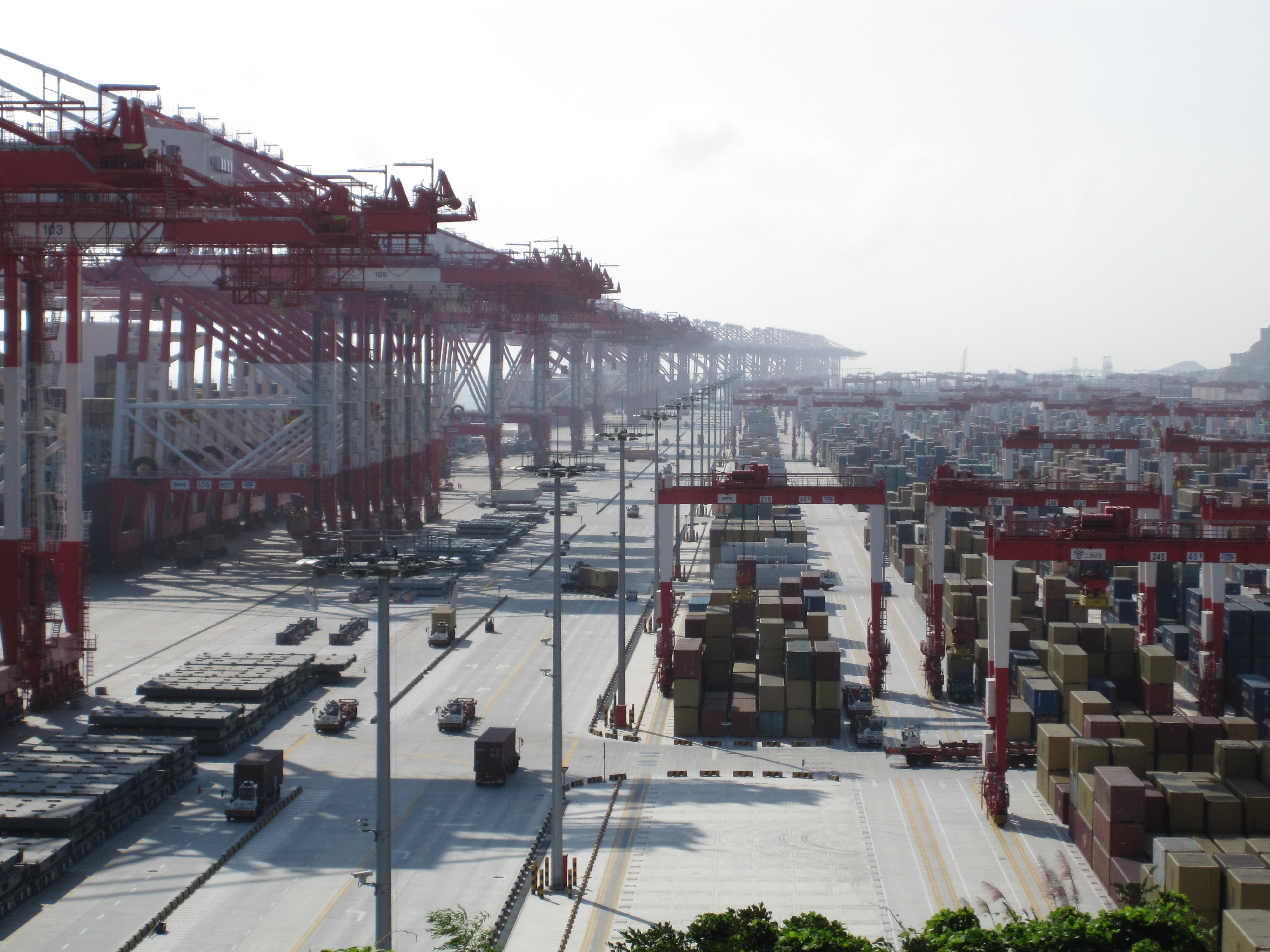
Devido ao porto de Yangshan, Xangai se tornou o porto de contêineres mais movimentado do mundo.

Desde a sua abertura, o Porto de Xangai cresceu rapidamente para se tornar o maior porto da China. O porto de Yangshan foi construído em 2005 porque o rio não era adequado para atracar grandes navios porta-contêineres. O porto está conectado com o continente através de 32 km, a ponte de Donghai. Embora o porto seja administrado pelo Shanghai International Port Group sob o governo de Xangai, ele pertence administrativamente ao condado de Shengsi, Zhejiang.
Ultrapassando o Porto de Cingapura em 2010, o Porto de Xangai tornou-se o porto de contêineres mais movimentado do mundo, com um transporte anual de 42 milhões de TEUs em 2018. Além da carga, o Porto de Xangai movimentou 259 cruzeiros e 1,89 milhão de passageiros em 2019.
Xangai faz parte da rota marítima do projeto Nova Rota da Seda, que vai da costa chinesa ao sul, passando pelo extremo sul da Índia até Mombaça, daí para o Mediterrâneo, daí para a região do Alto Adriático até o centro italiano de Trieste, no norte, com ligações ferroviárias à Europa Central e Oriental.

### Educação

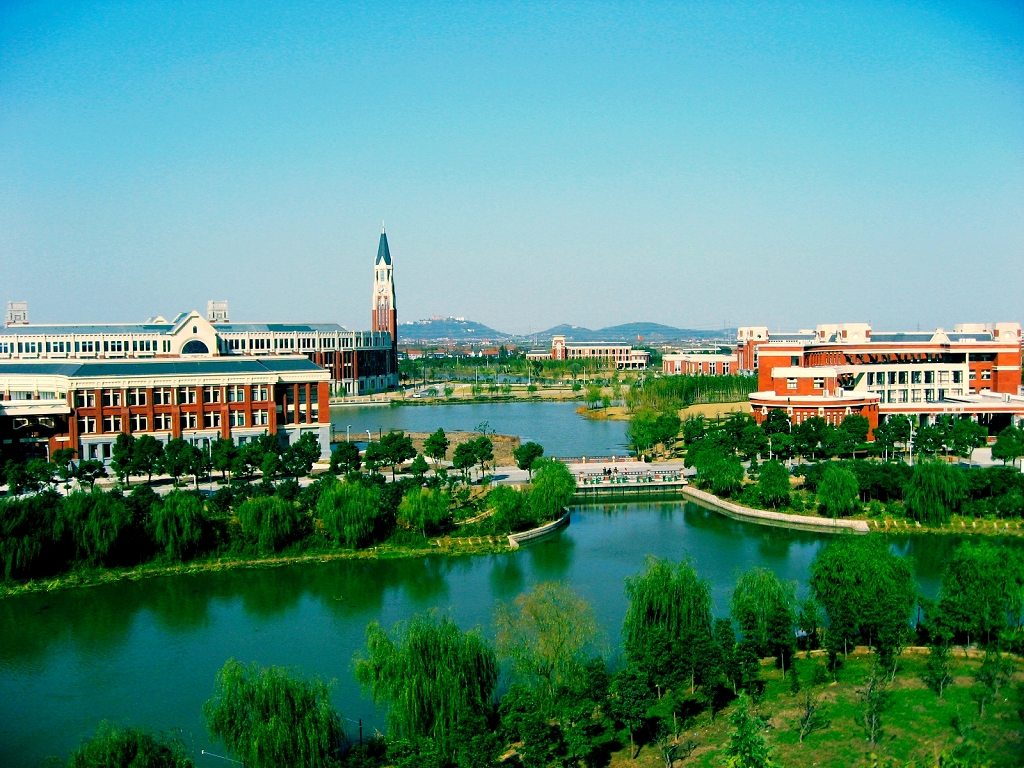
Distrito universitário em Songjiang

Xangai alcançou o primeiro lugar no Programa Internacional de Avaliação de Alunos (PISA) de 2009 e 2012, um estudo mundial de desempenho acadêmico feito com estudantes de 15 anos de idade e conduzido pela Organização para a Cooperação e Desenvolvimento Econômico (OCDE). Os estudantes de Xangai, incluindo as crianças migrantes, marcaram os mais altos pontos em todos as disciplinas (matemática, leitura e ciências) no mundo. O estudo concluiu que as escolas com financiamento público na cidade tem a mais alta qualidade de ensino do planeta. Os críticos dos resultados do PISA apontam que em Xangai e outras cidades chinesas, a maioria dos filhos dos trabalhadores migrantes só podem frequentar as escolas da cidade até a nona série e então devem retornar para as cidades de origem de seus pais para cursar o ensino médio devido a restrições hukou, o que distorce a composição dos estudantes do ensino médio da cidade em favor das mais ricas famílias locais.
A cidade foi a primeira do país a implementar o 9º ano do ensino obrigatório. O censo de 2010 mostra que, do total da população, 22,0% tinham uma educação universitária, o dobro do nível de 2000, enquanto 21,0% tinham o ensino médio, 36,5% ensino fundamental e 1,35% o ensino primário. Cerca de 2,74% dos moradores com 15 anos ou mais eram analfabetos.
Xangai tem mais de 930 jardins de infância, 1200 instituições de ensino primário e 850 escolas de ensino médio. Mais de 760 mil alunos de escolas de nível médio e 871 mil alunos do ensino fundamental recebem aulas de 76 mil e 64 mil professores, respectivamente.

## Cultura

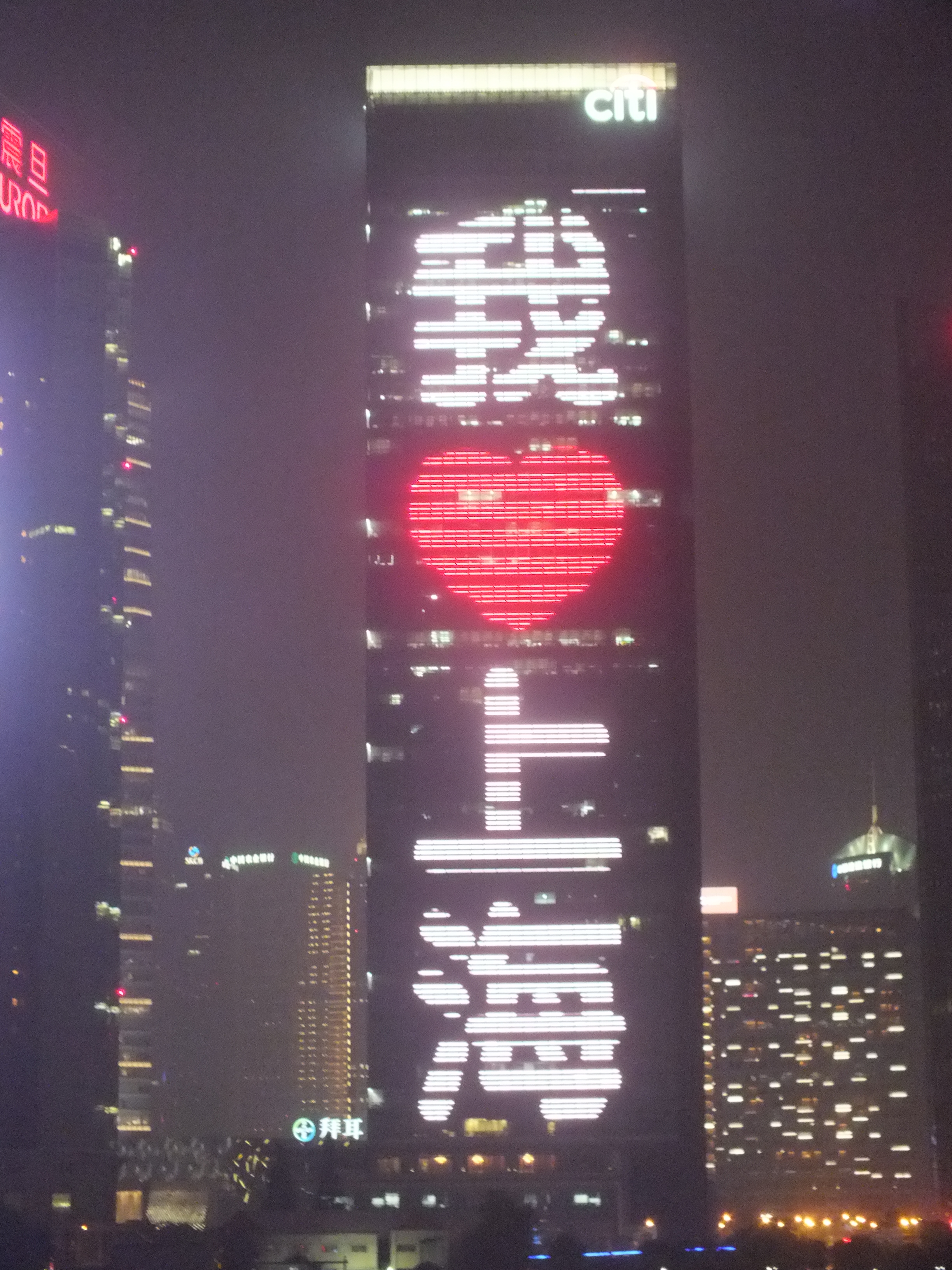
Shanghai Citi Bank Building com a frase "Eu amo Xangai".

A cultura de Xangai foi formada por uma combinação da cultura Wuyue próxima e da cultura Haipai. A influência da cultura Wuyue é manifestada na língua xangainesa — que compreende elementos dialetais das proximidades de Jiaxing, Suzhou e Ningbo — e na culinária local, que foi influenciada pela culinária de Jiangsu e Zhejiang. A cultura de Haipai surgiu depois que Xangai se tornou um porto próspero no início do século XX, quando vários estrangeiros da Europa, América, Japão e Índia se mudando para a cidade. A cultura funde elementos das culturas ocidentais com a cultura Wuyue local e sua influência se estende à literatura, moda, arquitetura, música e culinária da cidade. O termo Haipai — originalmente referindo-se a uma escola de pintura em Xangai — foi cunhado por um grupo de escritores de Pequim em 1920 para criticar alguns estudiosos de Xangai por admirarem o capitalismo e a cultura ocidental. No início do século XXI, Xangai foi reconhecida como uma nova influência e inspiração para a cultura cyberpunk.

### Arquitetura
O Bund, localizado às margens do rio Huangpu, abriga uma série de arquitetura do início do século XX, variando em estilo desde o edifício neoclássico até a art déco. Muitas áreas das antigas concessões estrangeiras também estão bem preservadas, sendo a mais notável a concessão francesa. Xangai também abriga muitos edifícios arquitetônicos distintos e até excêntricos, incluindo o Museu de Xangai e a Torre Pérola Oriental. Apesar do redesenvolvimento desenfreado, a Cidade Velha ainda mantém alguns projetos e arquitetura tradicionais, como o Jardim Yu, um elaborado jardim de estilo Jiangnan.

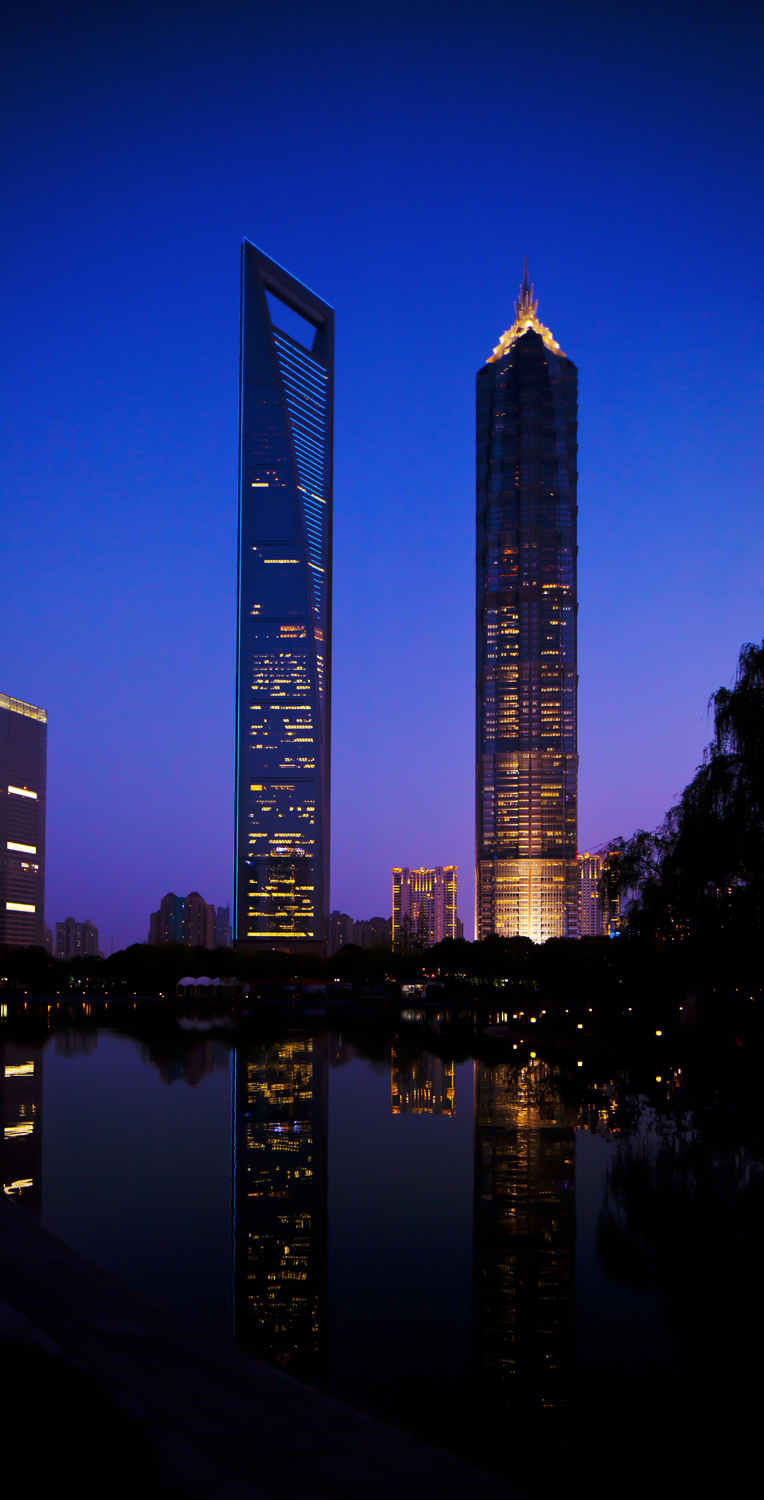
Shanghai World Financial Center (esquerda) e Torre Jin Mao (direita)

Como resultado de seu boom de construção durante as décadas de 1920 e 1930, Xangai tem um dos maiores conjuntos de edifícios art déco do mundo. Um dos arquitetos mais famosos que trabalhou em Xangai foi László Hudec, um húngaro-eslovaco que viveu na cidade entre 1918 e 1947. Outros arquitetos proeminentes que contribuíram para o estilo art déco são Clement Palmer e Arthur Turner e o arquiteto austríaco C. H. Gonda. O Bund foi revitalizado várias vezes. A primeira foi em 1986, com um novo passeio do arquiteto holandês Paulus Snoeren. A segunda foi antes da Expo 2010, que inclui a restauração da centenária ponte Waibaidu e a reconfiguração do fluxo de tráfego.
Um elemento cultural distinto é o shikumen (石库门, "porta de armazenamento de pedra"), que são casas típicas de tijolo cinza de dois ou três andares com o jardim da frente protegido por uma pesada porta de madeira em um arco de pedra estilizado. Cada residência está conectada e organizada em vielas retas, conhecidas como longtang (弄堂). A casa é semelhante às casas de terraço ou moradias de estilo ocidental, mas distingue-se pela parede de tijolos altos e pesados e arco na frente de cada casa.
O shikumen é uma mistura cultural de elementos encontrados na arquitetura ocidental com a arquitetura tradicional chinesa de Jiangnan. Como quase todas as habitações tradicionais chinesas, tem um pátio, o que reduz o ruído exterior. Vegetação pode ser cultivada no pátio, e também pode permitir a entrada de luz solar e ventilação nos quartos.
Alguns dos edifícios de Xangai apresentam arquitetura neoclássica soviética ou arquitetura stalinista, embora a cidade tenha menos estruturas desse tipo do que Pequim. Esses edifícios foram erguidos principalmente entre a fundação da República Popular em 1949 e a divisão sino-soviética no final dos anos 1960. Durante esse período, um grande número de especialistas soviéticos, incluindo arquitetos, afluíram à China para ajudar o país na construção de um Estado comunista.
Xangai — Lujiazui em particular — tem vários arranha-céus, tornando-se a quinta cidade do mundo com mais arranha-céus. Entre os exemplos mais proeminentes estão a Torre Jin Mao (421 metros), o Shanghai World Financial Center (492 m) e a Shanghai Tower (632 m), que é o edifício mais alto da China e o segundo mais alto do mundo. Concluída em 2015, a torre tem a forma de nove seções torcidas empilhadas umas sobre as outras, totalizando 128 andares. Ele é destaque em seu design de fachada de camada dupla, que elimina a necessidade de qualquer camada ser opaca para refletividade, pois a estrutura de camada dupla já reduziu a absorção de calor. A futurista Torre Pérola Oriental, com 468 metros de altura, está localizada próximo na ponta norte de Lujiazui.

### Museus
|                                   |  |                                  |
| Museu de Arte da China, em Pudong |  | Museu de Xangai na Praça do Povo |

Xangai tem vários museus de importância regional e nacional. O Museu de Xangai tem uma das melhores coleções de artefatos históricos chineses no mundo, incluindo uma grande coleção de bronzes chineses antigos. O Museu de Arte da China, localizado no antigo Pavilhão da China da Expo 2010, é o maior museu de arte da Ásia. A Usina de Arte foi construída em uma central elétrica convertida em museu, semelhante à Tate Modern de Londres. O Museu de História Natural e o Museu de Ciência e Tecnologia são importantes museus de história natural e ciências. Além disso, há uma variedade de museus menores e especializados alojados em importantes locais arqueológicos e históricos, como o Museu Songze, o Museu do Primeiro Congresso Nacional do Partido Comunista Chinês, o local do Governo Provisório da República da Coreia, a antiga sinagoga de Ohel Moshe (Museu dos Refugiados Judaicos de Xangai) e o Edifício Geral dos Correios (Museu Postal de Xangai). O Rockbund Art Museum também está em Xangai. Há também muitas galerias de arte, concentradas no M50 Art District e Tianzifang. Xangai é também o lar de um dos maiores aquários da China, o Shanghai Ocean Aquarium. O MoCA, o Museu de Arte Contemporânea de Xangai, é um museu privado localizado no centro do Parque do Povo e comprometido a promover a arte e o design contemporâneos.

### Culinária

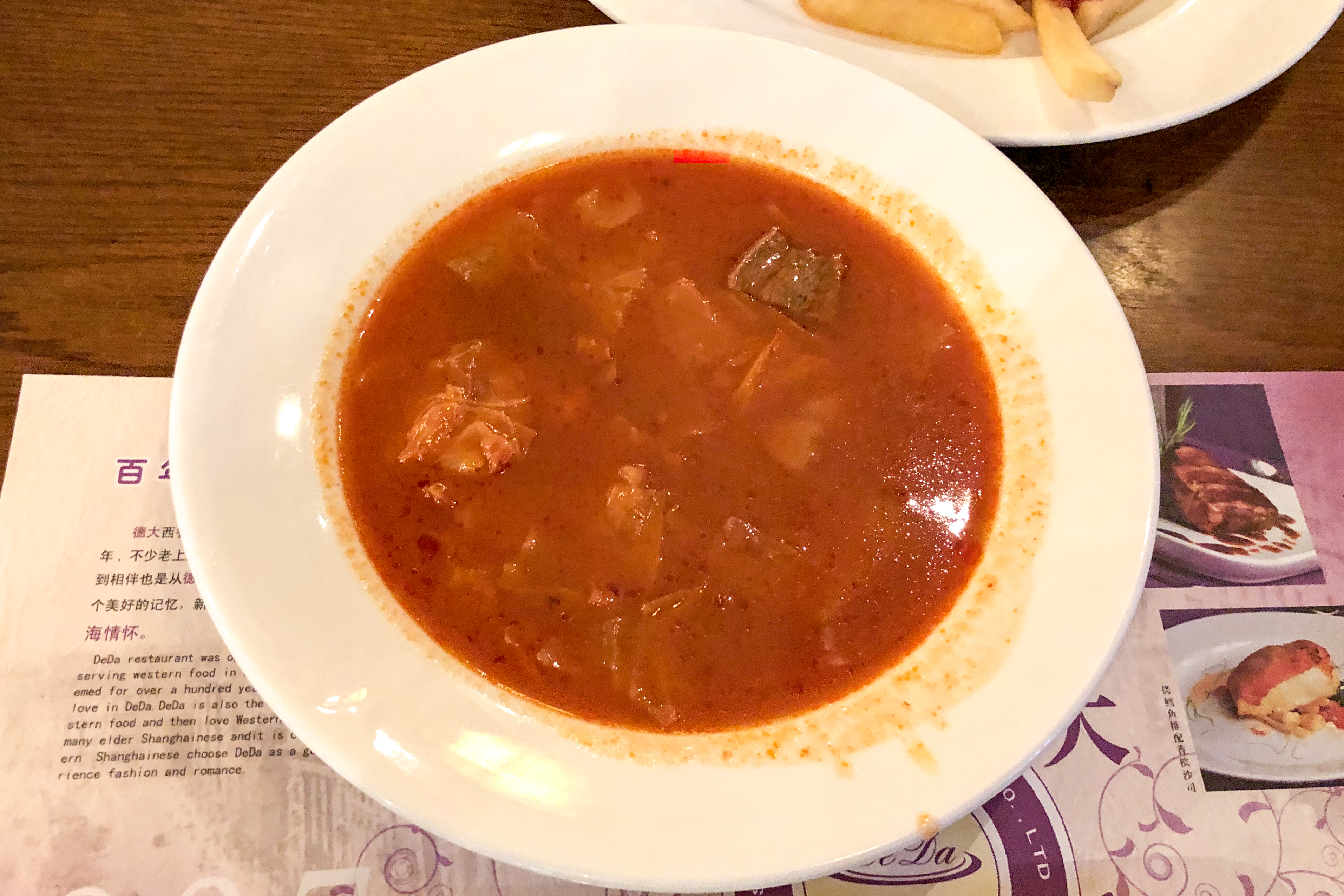
A pasta de tomate substitui a beterraba no borscht ao estilo de Xangai.

A cozinha Benbang (本帮菜) é um estilo de culinária que se originou em 1600, com influências das províncias vizinhas. Ele enfatiza o uso de condimentos, mantendo os sabores originais dos ingredientes crus. O açúcar é um ingrediente importante na culinária Benbang, especialmente quando usado em combinação com molho de soja. Pratos exclusivos da culinária Benbang incluem Xiaolongbao, barriga de porco assada e caranguejo-peludo-chinês.
A culinária Haipai, por outro lado, é um estilo com influência ocidental que se originou em Xangai. Absorveu elementos da culinária francesa, britânica, russa, alemã e italiana e os adaptou ao gosto local de acordo com as características dos ingredientes locais. Pratos famosos da culinária de Haipai incluem borscht ao estilo de Xangai (罗宋汤, "sopa russa"), costeletas de porco crocantes e salada de Xangai derivada da salada russa. Tanto a cozinha de Benbang quanto a Haipai fazem uso de uma variedade de frutos do mar, incluindo peixes de água doce, camarões e caranguejos.

### Artes

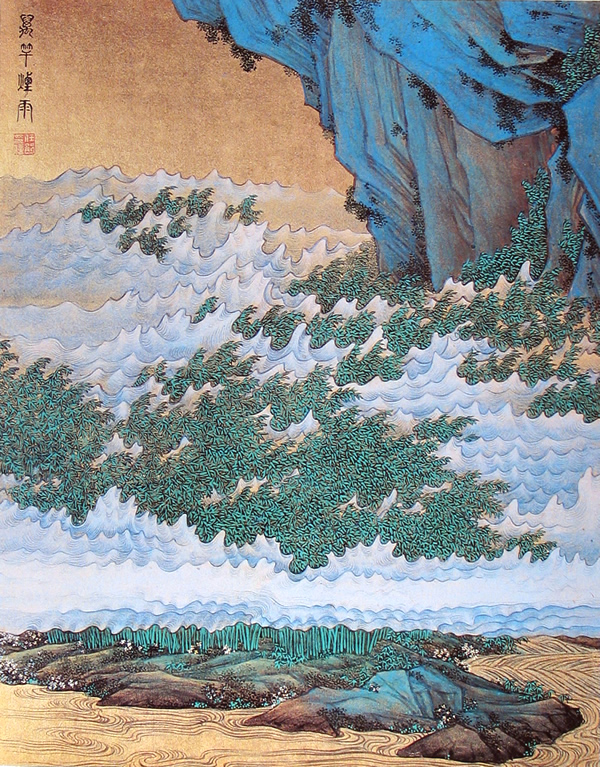
十万图之四(Nº 4 de Cem Mil Cenas) de Ren Xiong, um pioneiro da Escola de Arte Chinesa de Xangai, c. 1850

A Escola Songjiang (淞江派), contendo a Escola Huating (华亭派) fundada por Gu Zhengyi, foi uma pequena escola de pintura em Xangai durante as dinastias Ming e Qing. Foi representado por Dong Qichang. A escola foi considerada uma expansão da Escola Wu em Suzhou, o centro cultural da região de Jiangnan na época. Em meados do século XIX, o movimento da Escola de Xangai começou, concentrando-se menos no simbolismo enfatizado pelo estilo literati, mas mais no conteúdo visual da pintura através do uso de cores brilhantes. Objetos seculares como flores e pássaros eram frequentemente selecionados como temas. A arte ocidental foi introduzida em Xangai em 1847 pelo missionário espanhol Joannes Ferrer (范廷佐) e o primeiro ateliê ocidental da cidade foi estabelecido em 1864 no orfanato Tushanwan. Durante a República da China, muitos artistas famosos, como Zhang Daqian, se estabeleceram em Xangai, o que gradualmente a tornou o centro de arte da China. Várias formas de arte — incluindo fotografia, escultura em madeira, escultura, quadrinhos (Manhua) e lianhuanhua — prosperaram. Os quadrinhos sanmao foram criados para dramatizar o caos criado pela Segunda Guerra Sino-Japonesa. Hoje, a instalação artística e cultural mais abrangente de Xangai é o Museu de Arte da China. Além disso, a Academia de Pintura Chinesa apresenta pintura tradicional chinesa, enquanto a Central Elétrica de Arte exibe arte contemporânea. A cidade também tem muitas galerias de arte, muitas das quais localizadas no M50 Art District e Tianzifang. Realizada pela primeira vez em 1996, a Bienal de Xangai tornou-se um importante local de interação entre as artes chinesas e estrangeiras.

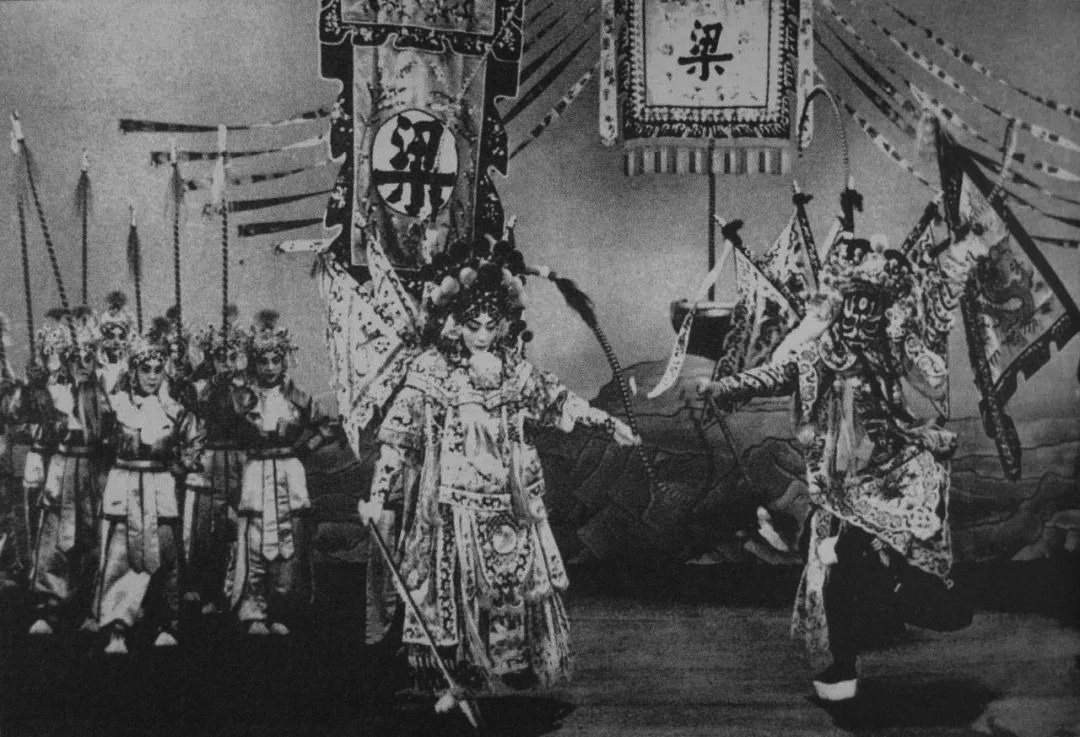
Mei Lanfang apresentando a ópera de Pequim "Resistindo ao Exército Jin" no Teatro Tianchan

A ópera tradicional chinesa (Xiqu) tornou-se uma fonte popular de entretenimento público no final do século XIX. No início do século XX, surgiram monólogos e burlescos em xangainês, absorvendo elementos dos dramas tradicionais. O Grande Mundo foi inaugurado em 1912 e foi um palco significativo na época. Na década de 1920, Pingtan expandiu de Suzhou para Xangai. A arte Pingtan desenvolveu-se rapidamente para 103 programas por dia na década de 1930 por causa das abundantes estações de rádio comerciais na cidade. Na mesma época, uma ópera de Pequim no estilo de Xangai foi formada. Liderado por Zhou Xinfang e Gai Jiaotian, atraiu muitos mestres Xiqu, como Mei Lanfang, para a cidade. Uma pequena trupe de Shengxian (agora Shengzhou) também começou a promover a ópera Yue no palco de Xangai. Um estilo único de ópera, a ópera de Xangai, foi formada quando canções folclóricas locais foram fundidas com óperas modernas.
As peças dramáticas apareceram em escolas missionárias em Xangai no final do século XIX. Na época, era realizado principalmente em inglês. Scandals in Officialdom (官场丑史), encenada em 1899, foi uma das primeiras peças gravadas. Em 1907, a Cabana do Tio Tom (黑奴吁天录) foi encenada no Teatro Lyceum.

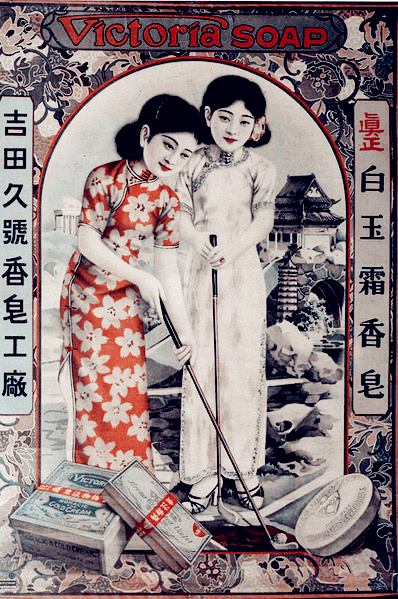
Neste anúncio de sabonete de Xangai da década de 1930, duas mulheres estão usando qipao enquanto jogam golfe.

Xangai é considerada o berço do cinema chinês. O primeiro curta-metragem da China, The Difficult Couple (1913), e o primeiro longa-metragem de ficção do país, An Orphan Rescues His Grandfather (孤儿救祖记, 1923) foram ambos produzidos em Xangai. A indústria cinematográfica local cresceu no início da década de 1930, gerando estrelas como Hu Die. Outra estrela de cinema, Jiang Qing, tornou-se Madame Mao Zedong. O exílio de cineastas e atores de Xangai como resultado da Segunda Guerra Sino-Japonesa e da revolução comunista contribuiu enormemente para o desenvolvimento da indústria cinematográfica de Hong Kong. O filme Faa yeung nin wa, dirigido por Wong Kar-wai, um nativo de Xangai, retrata uma fatia da comunidade xangainesa em Hong Kong e a nostalgia daquela época, com música dos anos 1940 de Zhou Xuan.
Os festivais culturais de Xangai incluem o Shanghai International Television Festival, o Shanghai International Film Festival, o Shanghai International Art Festival, o Shanghai International Tourism Festival, o Shanghai Spring International Music Festival, etc. O Shanghai TV Festival é o primeiro festival internacional de TV fundado na China, criado em 1986. O Shanghai International Film Festival foi fundado em 1993 e é um dos nove principais festivais internacionais de cinema na categoria A. O prêmio mais alto é o "Prêmio Cálice de Ouro".

### Moda
Desde 2001, Xangai realiza sua própria semana de moda chamada Semana de Moda de Xangai duas vezes por ano em abril e outubro. O local principal fica no Parque Fuxin e as cerimônias de abertura e encerramento são realizadas no Shanghai Fashion Center. A sessão de abril também faz parte do Festival Internacional de Cultura da Moda de Xangai, com duração de um mês. A Semana de Moda de Xangai é considerada um evento de importância nacional com designers internacionais e chineses. A presença internacional incluiu muitos jovens estilistas britânicos promissores. O evento é organizado pelo Governo Municipal de Xangai e apoiado pelo Ministério do Comércio da República Popular.

### Esportes

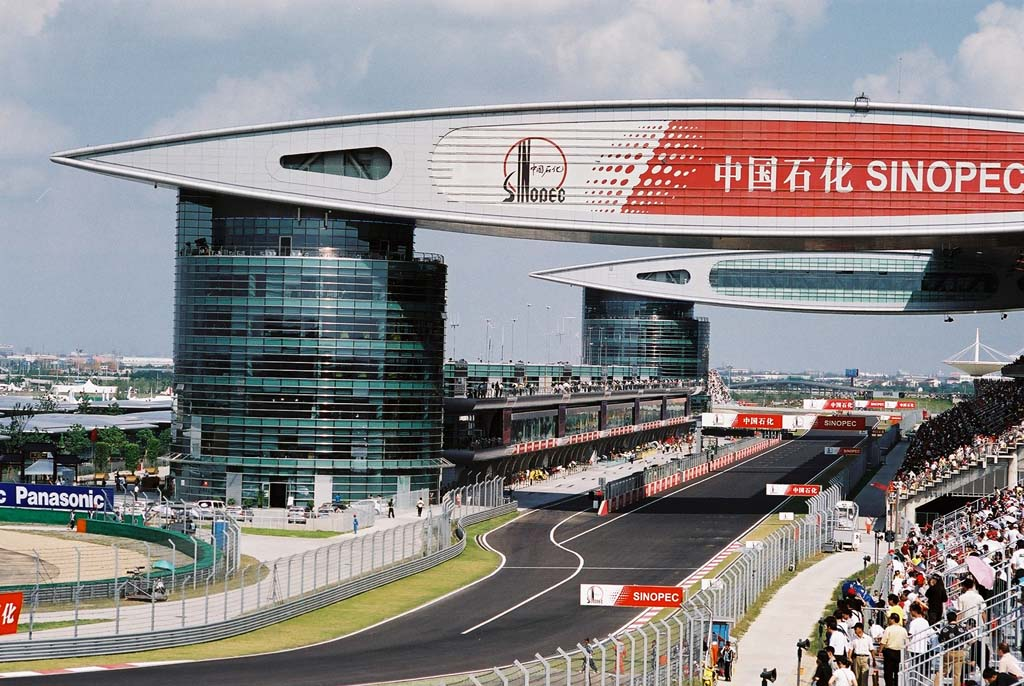
Grande Prêmio da China de F1 em Xangai

Xangai é o lar de vários times de futebol, incluindo dois da Super Liga Chinesa: Shanghai Shenhua e Shanghai Port. O time de basquete Shanghai Sharks da Associação Chinesa de Basquete desenvolveu Yao Ming antes de entrar na NBA. O time de beisebol de Xangai, o Shanghai Golden Eagles, joga na Liga de Beisebol da China.
O Shanghai Cricket Club remonta a 1858, quando a primeira partida de críquete registrada na cidade foi disputada entre uma equipe de oficiais da Marinha Britânica e chineses. Após uma inatividade de 45 anos após a fundação da RPC em 1949, o clube foi restabelecido em 1994 por expatriados que moravam na cidade e desde então cresceu para mais de 300 membros. A equipe de críquete de Xangai jogou várias partidas internacionais entre 1866 e 1948. Como o críquete no resto da China é quase inexistente, naquele período eles eram a equipe nacional de críquete da China.

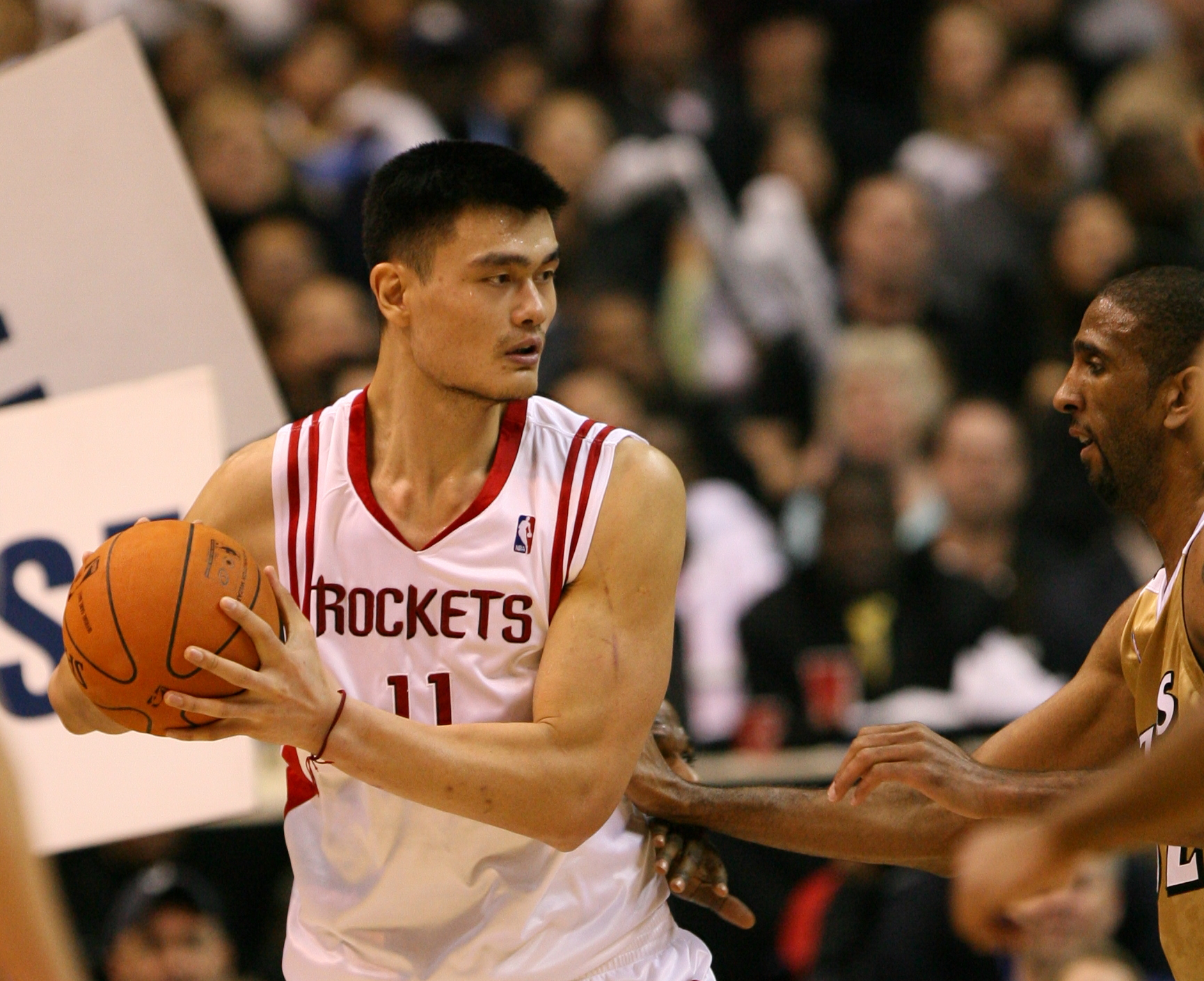
Yao Ming nasceu em Xangai. Ele começou sua carreira no Shanghai Sharks.

Xangai é o lar de muitos atletas profissionais chineses proeminentes, como o jogador de basquete Yao Ming, o atleta de 110 metros com barreiras Liu Xiang, o jogador de tênis de mesa Wang Liqin e o atleta de badminton Wang Yihan.
Xangai é a anfitriã de vários eventos esportivos internacionais. Desde 2004, recebe o Grande Prêmio da China, etapa do Campeonato Mundial de Fórmula 1. A corrida é realizada anualmente no Circuito Internacional de Xangai. Sediou a 1000ª corrida de Fórmula 1 em 14 de abril de 2019. Em 2010, Xangai tornou-se a cidade anfitriã do Deutsche Tourenwagen Masters, que correu em um circuito de rua em Pudong. Em 2012, a cidade começou a sediar as 4 Horas de Xangai como uma rodada da temporada inaugural do Campeonato Mundial de Resistência da FIA. A cidade também sedia o torneio de tênis Shanghai Masters, que faz parte do ATP World Tour Masters 1000, bem como torneios de golfe, como o BMW Masters.
Em 21 de setembro de 2017, Xangai sediou um jogo de exibição de hóquei no gelo da National Hockey League (NHL) em um esforço para aumentar o interesse dos fãs para a temporada 2017-18 da NHL.